# Star Trek: The Motion Picture
Star Trek: The Motion Picture (Brasil: Jornada nas Estrelas: O Filme / Portugal: O Caminho das Estrelas: O Filme) é um filme norte-americano de ficção científica lançado em 1979 dirigido por Robert Wise, escrito por Harold Livingston baseado na história original de Alan Dean Foster, e produzido por Gene Roddenberry. É o primeiro longa-metragem da franquia Star Trek e é estrelado por todo o elenco original da série de televisão  da década de 1960. O filme se passa no século XXIII quando um alienígena misterioso e imensamente poderoso chamado V'Ger aproxima-se da Terra, destruindo tudo em seu caminho. O almirante James T. Kirk volta para o comando de sua antiga nave estelar, a recém reformada USS Enterprise, com o objetivo de liderar uma missão para salvar o planeta e determinar as origens de V'Ger.
A série original de televisão tinha sido cancelada em 1969 e seu criador Roddenberry tentou fazer com que a Paramount Pictures continuasse a franquia através de um filme. O sucesso da série na syndication norte-americana convenceu o estúdio em 1975 a começar os trabalhos em um longa. Vários roteiristas tentaram criar uma história que fosse apropriadamente épica, porém todas as tentativas não satisfizeram a Paramount, que decidiu abandonar o projeto em 1977. Ao invés disso o estúdio planejou retornar a franquia para suas origens com uma nova série televisiva chamada Star Trek: Phase II. O sucesso de crítica e bilheteria de Close Encounters of the Third Kind convenceu a Paramount de que filmes de ficção científica diferentes de Star Wars poderiam ser bem sucedidos, assim a produção de Phase II foi cancelada e o estúdio voltou com suas tentativas de levar Star Trek para o cinema. A Paramount acabou reunindo em 1978 a maior coletiva de imprensa de sua história desde a década de 1950 para anunciar que Wise iria dirigir um longa-metragem adaptação da série de televisão com um orçamento de quinze milhões de dólares.
Com o cancelamento de Phase II, diferentes roteiristas correram para adaptar seu episódio piloto "In Thy Image" em um roteiro cinematográfico. Revisões constantes na história do roteiro continuaram até mesmo durante as filmagens, quando novas versões estavam chegando a cada hora. A Enterprise foi inteiramente modificada tanto dentro quanto fora; o figurinista Robert Fletcher criou novos uniformes e o diretor de arte Harold Michelson construiu novos cenários. Jerry Goldsmith compôs a trilha sonora original, iniciando sua duradoura colaboração com Star Trek que continuaria até 2002. A companhia original contratada para produzir os efeitos visuais foi incapaz de completar suas tarefas no prazo, assim o supervisor de efeitos Douglas Trumbull foi chamado e recebeu carta branca para entregar todas as imagens necessárias antes do lançamento em dezembro de 1979. O filme foi completado apenas dias antes de sua estreia; Wise levou ele mesmo o longa para sua abertura em Washington, D.C., porém sempre achou que a versão produzida era um corte bruto do que realmente desejava fazer.
Star Trek: The Motion Picture estreou na América do Norte em 7 de dezembro de 1979, recebendo avaliações mistas que criticaram o filme por sua falta de ação e excessivo uso de efeitos visuais. O custo final de produção inflou até chegar em aproximadamente 46 milhões de dólares. O longa arrecadou 139 milhões nas bilheterias mundiais, ficando abaixo das expectativas da Paramount mas mesmo assim o suficiente para que ela produzisse uma sequência mais barata. Roddenberry acabou sendo forçado a abrir mão do controle criativo para Star Trek II: The Wrath of Khan de 1982. Wise supervisionou em 2001 um lançamento especial em DVD de uma edição do diretor, com áudio remasterizado, cenas reduzidas, outras adicionadas, e novos efeitos especiais computadorizados.

## Enredo
Em 2271, a estação de monitoramento Epsilon IX da Frota Estelar detecta uma força alienígena escondida dentro de uma imensa nuvem de energia que está se movendo em direção da Terra. A nuvem destrói três naves de guerra klingon e a estação de monitoramento terrestre Epsilon-9. Na Terra, a nave estelar USS Enterprise está nos estágios finais de sua reforma; seu antigo oficial comandante James T. Kirk fora promovido a almirante e está trabalhando como Chefe de Operações da Frota Estelar em São Francisco. A Frota Estelar envia a Enterprise para investigar a nuvem já que é a única nave no alcance de interceptação, forçando seus novos sistemas a serem testados no meio do caminho.
Kirk assume o comando da nave citando sua ampla experiência, enfurecendo o capitão Willard Decker que supervisionou toda a reforma como seu novo oficial comandante. Os testes dos novos sistemas da Enterprise são um fracasso: dois oficiais, incluindo o novo oficial de ciências, são mortos em uma falha do teletransporte e o mau calibramento dos motores quase destrói a nave. A falta de familiaridade de Kirk com os sistemas da Enterprise aumenta ainda mais a tensão entre ele e o agora primeiro oficial Decker. O comandante Spock chega como oficial de ciências substituto, explicando que havia sentindo uma consciência que ele acredita vir da nuvem enquanto passava por um ritual a fim de expurgar todas as suas emoções no seu planeta natal Vulcano.

A Enterprise dentro da espaçonave de V'Ger.

A Enterprise intercepta a nuvem de energia e por ela é atacada. A tripulação no último momento consegue enviar uma mensagem para a entidade alienígena, interrompendo o ataque e recebendo permissão para entrarem na nuvem e na enorme nave estelar dentro dela. Uma sonda aparece dentro da ponte de comando, ataca Spock e sequestra a navegadora tenente Ilia. Ela pouco depois é substituída por uma robô doppelgänger enviado por "V'Ger" a fim de estudar a Enterprise e sua tripulação. Decker anteriormente teve um romance com Ilia, ficando abatido pela sua perda. Ele fica perturbado enquanto tenta extrair informações da doppelgänger, que possui as memórias e emoções de Ilia enterradas dentro dela. Enquanto isso, Spock parte em uma caminhada espacial através do interior da nave alienígena e tenta realizar um elo mental telepático com ela. Ao fazer isso ele descobre que a nave é o próprio V'Ger, uma máquina viva.
A Enterprise é levada para o centro da nave alienígena, descobrindo que V'Ger é na verdade Voyager 6, uma sonda espacial terrestre lançada no século XX que se acreditava estar perdida ao se dirigir para um buraco negro. A sonda danificada foi encontrada por uma espécie alienígena de máquinas vivas que interpretaram sua programação como instruções para aprender tudo o que há de ser aprendido no universo, e retornar essas informações para seu criador. As máquinas melhoraram a sonda a fim dela poder cumprir seu objetivo e, durante sua jornada, ela ganhou tanto conhecimento que desenvolveu uma consciência própria. Spock percebe que V'Ger não possui a habilidade de dar um foco a si mesmo além de sua missão original; ele acha a existência vazia e sem propósito por já ter descoberto tudo que poderia. V'Ger insiste que o Criador venha em pessoa finalizar sua sequência antes de transmitir todas os seus dados. Decker percebe que a máquina deseja se unir ao seu criador e se oferece a V'Ger, unindo-se com Ilia e a sonda e criando uma nova forma de vida que desaparece para outra dimensão. Com a Terra salva, Kirk direciona a Enterprise para o espaço e novas missões no futuro.

## Elenco

O elenco principal de The Motion Picture em 3 de agosto de 1978. Da esquerda para a direita: diretor Robert Wise, Collins, Khambatta, Barrett, Nimoy, Doohan, Shatner, Kelley, Whitney, Takei, Nichols, Koenig e o produtor Gene Roddenberry.

- William Shatner como James T. Kirk, o antigo oficial comandante da USS Enterprise e um almirante no quarte-general da Frota Estelar, que reassume o comando da nave e é temporariamente rebaixado para a patente de capitão. Shatner comentou durante uma coletiva de imprensa em março de 1978 como se sentia ao voltar a interpretar o papel de Kirk: "Um ator traz para um papel não apenas o conceito de um personagem mas também sua própria personalidade básica, coisas que ele é, e tanto Leonard Nimoy quanto eu mudamos ao longo dos anos, em um certo grau pelo menos, e iremos inadvertidamente levar esse grau de mudança para o papel que recriamos".[5]
- Leonard Nimoy como Spock, o oficial de ciências meio-humano meio-vulcano da Enterprise. Nimoy estava insatisfeito com royalties não pagos relacionados a Star Trek e não tinha a intenção de voltar para o papel, com Spock originalmente sendo deixado de fora do roteiro. O diretor Robert Wise foi informado por sua filha e genro de que o filme "não seria Star Trek" sem Nimoy, assim ele enviou Jeffrey Katzenberg para se encontrar com o ator em Nova Iorque. Katzenberg pagou Nimoy com um cheque por todos os royalties perdidos e o ator participou da coletiva de imprensa de março de 1978 junto com o resto do elenco. Ele ficou insatisfeito com a história e sua reunião com Katzenberg levou ao acordo de que o roteiro final precisaria da sua aprovação.[6] Apesar de todas as questões financeiras, Nimoy disse estar confortável ao ser identificado como Spock porque o personagem teve um impacto positivo em sua fama.[5]
- DeForest Kelley como Leonard McCoy, o oficial médico chefe a bordo da Enterprise. Kelley tinha ressalvas sobre o roteiro por achar que os personagens e as relações da série não estavam no lugar certo. O ator, junto com Shatner e Nimoy, pediu por uma maior caracterização, porém suas opiniões foram praticamente ignoradas.[7]
- James Doohan como Montgomery Scott, o engenheiro chefe da Enterprise. Foi Doohan quem criou o vocabulário klingon utilizado na cena inicial do filme.[8] O linguista Marc Okrand mais tarde desenvolveu uma língua klingon completa em Star Trek III: The Search for Spock baseado nas palavras criadas pelo ator.[9]
- Walter Koenig como Pavel Chekov, o oficial artilheiro da Enterprise. Koenig percebeu que não existia o esperado sentimento de camaradagem e euforia de reunir o elenco para testes de cena no começo da produção. Ele escreveu que "Este pode ser Star Trek [...] mas não é o antigo Star Trek". O ator tinha esperanças para o filme, porém admitiu ter ficado desapontado pelo pequeno papel de seu personagem.[10]
- George Takei como Hikaru Sulu, o piloto da Enterprise. Takei descreveu as filmagens em sua autobiografia como "espantosamente luxuosas", porém comentou que as frequentes reescritas do roteiro durante a produção "geralmente favoreciam Bill [Shatner]".[11]
- Nichelle Nichols como Uhura, a oficial de comunicações da Enterprise. Nichols escreveu em sua autobiografia que ela foi um dos atores que mais se opuseram aos novos uniformes desenhados para o filme, já que o visual monótono e unissex "não era Uhura".[12]
- Persis Khambatta como Ilia, a navegadora deltan da Enterprise. Khambatta originalmente foi contratada para o papel enquanto The Motion Picture ainda era uma série de televisão.[5] Ela aceitou o trabalho mesmo depois de Gene Roddenberry lhe avisar que precisaria raspar todo o seu cabelo para as filmagens.[13]
- Stephen Collins como Willard Decker, o novo oficial comandante da Enterprise que é temporariamente rebaixado para primeiro oficial com a patente de comandante quando Kirk assume o comando. Collins não conhecia nada da franquia, nunca tendo assistindo um episódio da série original. O camarim de Kelley era próximo do seu e assim o ator veterano tornou-se seu mentor durante a produção.[14] Já que todo o elenco principal vinha da série de televisão, a escolha de Collins foi a única em que Wise participou; o diretor afirmou que a interpretação do ator foi "excelente – em um papel difícil".[15]

Outros atores da série de televisão que retornaram incluem Majel Barrett como Christine Chapel, uma médica a bordo da Enterprise; e Grace Lee Whitney como Janice Rand, antiga ordenança de Kirk e agora a operadora do teletransporte. David Gautreaux, que havia sido escalado para interpretar Xon na cancelada Star Trek: Phase II, aparece como Branch, o comandante da estação de monitoramento Epsilon IX. Mark Lenard interpretou o comandante klingon na sequência de abertura do filme; ele anteriormente interpretou Sarek, o pai de Spock, na série original e repetiria o papel nos filmes seguintes e em Star Trek: The Next Generation.

## Produção

### Propostas iniciais
A série de televisão original Star Trek teve três temporadas de duração e foi exibida entre 1966 e 1969 na NBC. O programa nunca foi um sucesso com os executivos da emissora e seus baixos Índices Nielsen de audiência aumentaram suas preocupações. A Paramount Pictures, dona da série, esperava após o cancelamento recuperar suas perdas de produção ao vender os direitos de transmissão para a syndication. Star Trek começou suas reprises por volta de setembro e outubro de 1969, e pela década de 1970 ele já tinha sido vendido para mais de 150 mercados dentro dos Estados Unidos e sessenta mercados internacionais. O programa acabou virando um clássico cult e logo começaram os rumores de que a franquia poderia ser ressuscitada.

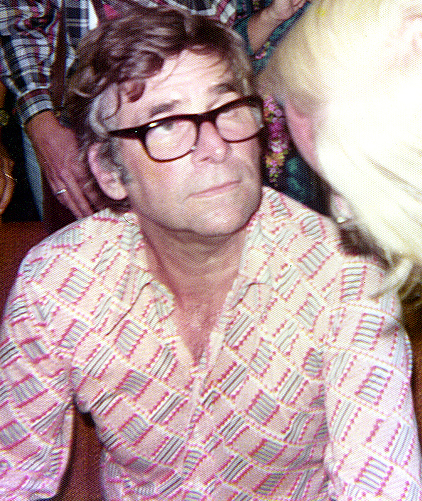
Gene Roddenberry trabalhou junto com a Paramount para tentar levar Star Trek ao cinema.

A primeira proposta que o criador da série Gene Roddenberry recebeu para produzir um filme de Star Trek foi em 1968 na World Science Fiction Convention. O longa se passaria antes dos eventos do programa e mostraria como a tripulação da USS Enterprise se conheceu. A popularidade da série na syndication fez a Paramount e Roddenberry começarem em maio de 1975 a desenvolver um filme. O criador recebeu a tarefa de desenvolver um roteiro que custasse entre três e cinco milhões de dólares. Ele produziu aquilo que considerava como uma história aceitável por volta de 30 de junho, porém os executivos do estúdio discordaram. O primeiro rascunho se chamava Star Trek: The God Thing e tinha o almirante James T. Kirk reunindo sua antiga tripulação na reformada Enterprise a fim de enfrentar uma enorme entidade semelhante a um deus que se dirigia para a Terra. O objeto mostra-se ser na verdade um supercomputador, o resquício de uma espécie que foi expulsa de sua dimensão. Kirk acaba vencendo e a entidade retorna para sua dimensão, com a tripulação da Enterprise voltando para suas viagens. A premissa básica de uma máquina superpoderosa e cenas como o acidente do teletransporte e o ritual vulcano de Spock foram descartadas, para acabariam voltando no roteiro final de The Motion Picture.
O filme foi adiado enquanto a Paramount procurava por novos roteiros feitos por renomados escritores de ficção científica como Ray Bradbury, Theodore Sturgeon e Harlan Ellison. A história deste último possuía uma espécie alienígena parecida com cobras alterando a história da Terra a fim de criar uma raça semelhante à sua; Kirk reuniria a antiga tripulação, porém eles enfrentariam o dilema de extinguir a espécie reptiliana na pré-história terrestre apenas para manter o domínio humano. Ellison apresentou sua ideia e um dos executivos sugeriu que ele lesse Eram os Deuses Astronautas? e incluísse a civilização maia na história, enfurecendo o escritor porque ele sabia que o povo maia não existia nos primórdios humanos. Robert Silverberg assinou em outubro de 1975 para trabalhar no roteiro junto com John D. F. Black, cujo tratamento tinha um buraco negro que ameaçava consumir toda a existência. Roddenberry acabou se unindo com Jon Povill para criar uma nova história que colocava a tripulação da Enterprise tentando através de uma viagem no tempo corrigir um universo paralelo alterado; assim como a ideia de Black, a Paramount não a considerou épica o suficiente.
O elenco de Star Trek concordou em aparecer no novo filme com contratos ainda para serem assinados esperando a aprovação do roteiro, porém os atores ficaram ansiosos pelos atrasos constantes e aceitaram outros trabalhos enquanto Roddenberry trabalhava com a Paramount. O estúdio decidiu entregar o projeto para sua divisão televisiva, dizendo que as raízes da franquia estavam na televisão e que os roteiristas assim poderiam desenvolver um roteiro certo. Vários roteiristas ofereceram ideias que foram sumariamente rejeitadas. Roddenberry, apoiado por fãs, pressionou o estúdio enquanto os executivos perdiam o interesse no filme. A Paramount contratou em junho de 1976 o jovem produtor Jerry Isenberg a fim dele servir como produtor executivo do projeto, lhe concedendo o orçamento expandido de oito milhões de dólares. Povill recebeu a tarefa de encontrar mais roteiristas. Sua lista incluía nomes como Edward Anhalt, James Goldman, Francis Ford Coppola, George Lucas, Ernest Lehman e Robert Bloch. Para coroar sua lista, o próprio Povill se colocou como recomendação escrevendo: "Jon Povill—quase crédito: historia de Star Trek II (com Roddenberry). Será um grande nome algum dia. Deve ser contratado agora enquanto é barato e humilde". O resultado final foi uma lista composta por 34 nomes, nenhum dos quais foi escolhido para produzir o roteiro.
Os roteiristas britânicos Chris Bryant e Allan Scott acabaram sendo contratados. Bryant acreditava que tinha conseguido o trabalho porque sua visão de Kirk era parecia com o modelo original de Roddenberry; "um dos capitães de Horatio Nelson no Pacífico Sul, seis meses longe de casa e três meses longe de comunicação". Povill também criou uma lista com possíveis diretores, incluindo Coppola, Lucas, Steven Spielberg e Robert Wise, porém todos estavam ocupados na época ou não estavam dispostos a trabalhar no pequeno orçamento dado ao roteiro. Philip Kaufman acabou assinando para dirigir e passou por um curso intensivo sobre a série. Roddenberry exibiu dez episódios para o diretor que melhor representavam o programa e que eram considerados os mais populares: "The City on the Edge of Forever", "The Devil in the Dark", "Amok Time", "Journey to Babel", "Shore Leave", "The Trouble with Tribbles", "The Enemy Within", "The Corbomite Maneuver", "This Side of Paradise" e "A Piece of the Action".

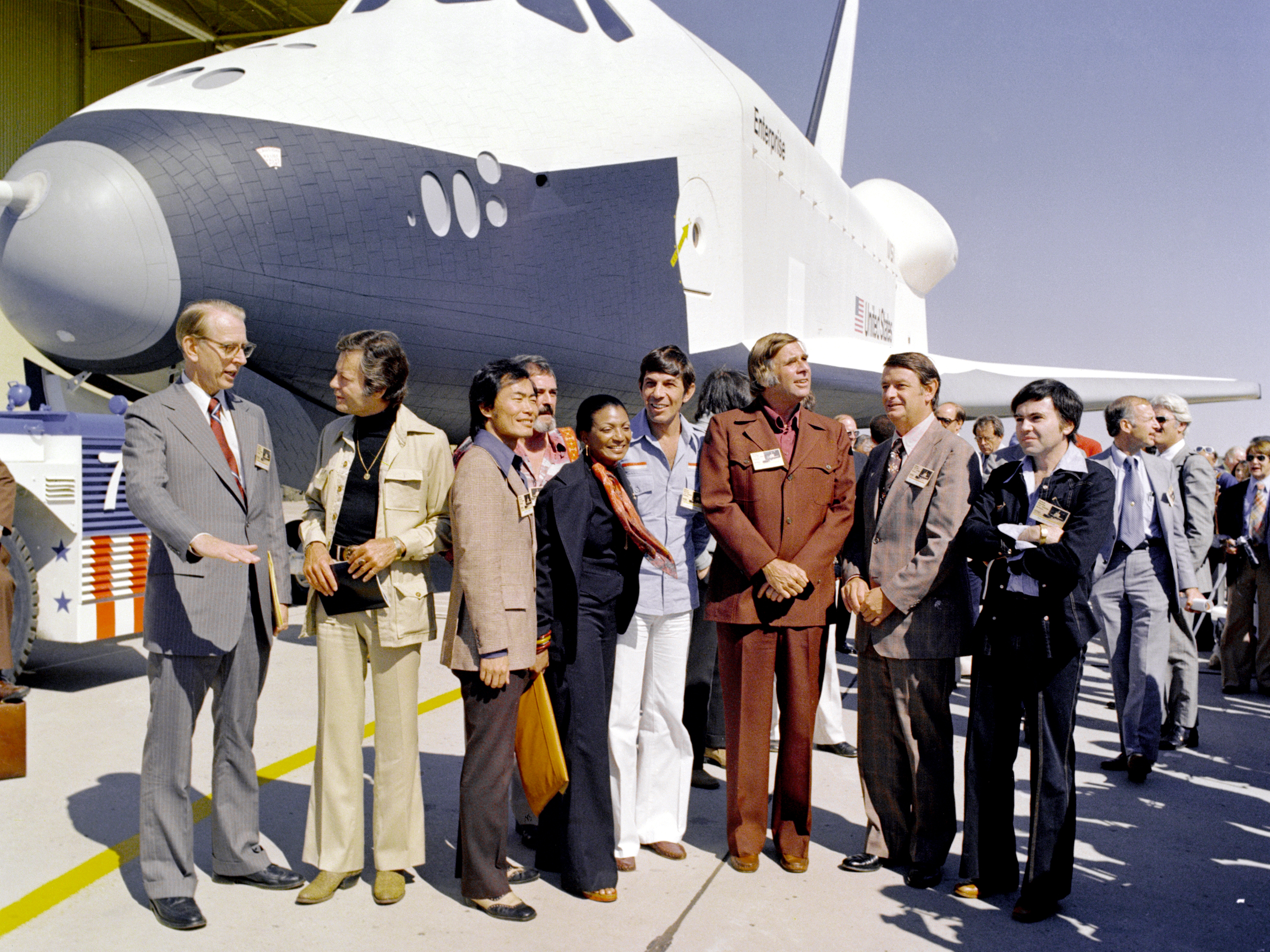
Roddenberry e o elenco de Star Trek ao lado do ônibus espacial Enterprise, 17 de setembro de 1976.

Nesse meio tempo, fãs organizaram uma campanha que inundou a Casa Branca com cartas, influenciando o presidente Gerald Ford a rebatizar o ônibus espacial Constitution para Enterprise, com Roddenberry e a maior parte do elenco estando presentes para sua primeira apresentação em 17 de setembro de 1976. Bryant e Scott mostraram em 6 de outubro um tratamento de vinte páginas chamado Star Trek: Planet of the Titans, que foi bem recebido pelos executivos Barry Diller e Michael Eisner. Na história, Kirk e a tripulação encontram seres que eles acreditam ser os míticos titãs, viajando milhões de anos no passado e acidentalmente ensinam o homem primitivo a fazer fogo. Planet of the Titans também explorava o conceito do terceiro olho.
Roddenberry imediatamente parou de trabalhar em outros projetos, com os roteiristas e Isenberg recebendo centenas de cartas de agradecimento vindas dos fãs. O produtor começou a procurar locações de filmagem e contratou projetistas e ilustradores. Dentre eles estava o renomado diretor de arte Ken Adam, que afirmou que "Fui abordado por Roddenberry e nos demos bem como uma casa em chamas", sendo contratado para trabalhar no filme. Por sua vez Adam chamou o artista Ralph McQuarrie que tinha acabado de trabalhar no ainda não lançado Star Wars. Eles trabalharam no desenho dos planetas, bases espaciais e planetárias, um buraco negro, um "super cérebro" cristalino e novos conceitos para a Enterprise, incluindo conceitos para os interiores que Adam posteriormente utilizou em Moonraker, e um projeto achatado de nave estelar (frequentemente atribuído a McQuarrie, mas que na realidade o próprio ilustrador credita a Adam. Este conceito foi posteriormente usado como a base da nave estelar USS Discovery da série Star Trek: Discovery). McQuarrie escreveu que "não havia roteiro" e assim boa parte do trabalho foi "improvisado". Os conceitos foram arquivados quando a produção foi cancelada, porém alguns desenhos foram posteriormente empregados em outras produções.
O primeiro rascunho completo do roteiro foi finalizado apenas em 1 de março de 1977; ele foi descrito como "um roteiro por comitê" e foi rejeitado pela Paramount algumas semanas depois. Bryant e Scott ficaram no meio das ideias conflituosas de Roddenberry e Isenberg sobre como o filme deveria ser, além da indecisão do próprio estúdio. Os dois acharam que era "fisicamente impossível" produzir uma história que satisfizesse ambos os lados, deixando o projeto em 18 de março de 1977 e dizendo que "Nós imploramos para sermos despedidos". Kaufman reimaginou o enredo com Spock como capitão e tendo Toshiro Mifune como o vilão klingon, porém Katzenberg lhe informou em 8 de maio que o longa fora cancelado, pouco menos de três semanas antes de Star Wars ser lançado.

### Phase IIe recomeço
Diller ficou preocupado com a direção que Star Trek tomou em Planet of the Titans e sugeriu a Roddenberry que era hora da franquia voltar como uma série de televisão. O executivo planejou um novo programa formando o pilar para uma nova emissora chamada Paramount Television Service. Apesar do estúdio ter detestado abandonar seus trabalhos no filme, Roddenberry queria trazer muitos membros da equipe de produção da série original para trabalharem na nova produção intitulada Star Trek: Phase II.
O produtor Harold Livingston foi contratado para encontrar roteiristas para os novos episódios, enquanto Roddenberry preparou um guia para os não familiarizados com a franquia. De todo o elenco original, apenas Leonard Nimoy afirmou que não voltaria. Roddenberry acabou criando o pródigo vulcano Xon a fim de substituir Spock. Já que o novo personagem era muito jovem para assumir a posição de primeiro oficial, ele desenvolveu o tenente William Decker, depois também adicionando Ilia. O episódio piloto da nova série chamava-se "In Thy Image" e era baseado em um argumento de duas páginas escrito por Roddenberry sobre uma sonda da NASA retornando para a Terra depois de ter ganho consciência. Alan Dean Foster escreveu o tratamento e Livingston o transformou em roteiro. Quando a história foi apresentada a Eisner, este afirmou que era digna de ser contada como um longa metragem. Ao mesmo tempo, o sucesso de bilheteria de Close Encounters of the Third Kind mostrou a Paramount que o sucesso de Star Wars na ficção científica poderia ser repetido. O estúdio acabou anunciando em 11 de novembro de 1977, apenas duas semanas e meia antes de Phase II entrar em produção, que a nova série de televisão fora cancelada em favor de um filme. Elenco e equipe contratados naquela segunda-feira foram dispensados na sexta-feira, com a construção dos cenários sendo interrompida. A produção então foi adiada até abril de 1978 para que o roteiro, cenários e figurinos necessários fossem melhorados.

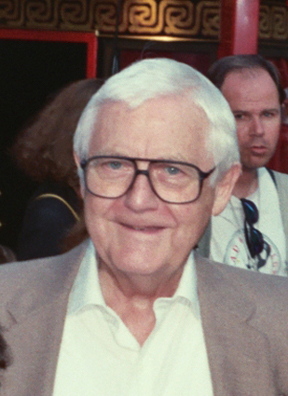
Robert Wise foi contratado para dirigir o filme, mesmo pouco familiarizado com a série original.

A Paramount reuniu em 28 de março de 1978 a maior coletiva de imprensa do estúdio desde a década de 1950 quando Cecil B. DeMille anunciou que filmaria The Ten Commandments. Eisner anunciou que o quatro vezes ganhador do Oscar o diretor Robert Wise dirigiria uma adaptação da série original de televisão chamada Star Trek: The Motion Picture. Wise tinha visto apenas alguns episódios do programa, então o estúdio lhe forneceu uma dúzia para assistir. O orçamento foi estimado em quinze milhões de dólares. Dennis Clark foi convidado a reescrever o roteiro e incluir Spock, porém ele não gostava de Roddenberry e exigiu crédito único. Livingston acabou retornando como roteirista e, apesar de também achar Roddenberry irracional, foi convencido por Wise e Katzenberg a continuar reescrevendo a história.
Os roteiristas começaram a adaptar "In Thy Image" em um roteiro cinematográfico, más ele só foi finalizado quatro meses depois da produção ter começado. Wise achou que a história era boa, porém a ação e os visuais podiam ser mais emocionantes. A data marcada para o início das filmagens em agosto de 1978 estava se aproximando e logo ficou claro que um novo cronograma era necessário. Tempo era importante: a Paramount estava preocupada que seu filme de ficção científica apareceria no final do ciclo já que todos os outros grandes estúdios tinham filmes desse gênero em desenvolvimento. Livingston descreveu como "impraticável" os problemas dos roteiristas com a história:
| “ | Nós tínhamos um antagonista maravilhoso, tão onipotente que para nós o derrotarmos ou até mesmo nos comunicarmos, ou ter qualquer tipo de relação com ele, fazia falso o conceito inicial da história. Aqui está esta máquina gigante milhões de anos mais avançada do que estamos hoje. Agora, como diabos podemos lidar com isso? Em que nível? Enquanto a história desenvolvia, tudo funcionava até o final. Como nós resolvemos isto aqui? Se os humanos podem derrotar está maquina maravilhosa, não é realmente tão bom, não é? Ou se realmente é bom, nós iremos gostar dos humanos que a derrotaram? Devem eles derrotarem-na? Afinal quem é o herói da história? Este era o problema. Nós experimentamos com todos os tipos de abordagens ... nós não sabíamos o que fazer com o final. Sempre terminávamos contra uma folha em branco. | ” |

O roteiro recebeu opiniões constantes vindas dos produtores e de Nimoy e William Shatner. As discussões levaram a várias reescritas até os dias em que as páginas deveriam ser filmadas. Em certo momento, as cenas estavam sendo revisadas tão frequentemente que tornou-se necessário anotar nas páginas o horário da revisão. Apesar das mudanças terem sido constantes, o principal ponto de alteração girava em torno do final. Boa parte das reescritas também envolviam as relações entre Kirk e Spock, Decker e Ilia, e a Enterprise e V'Ger. Um rascunho final para o último ato foi aprovado em setembro de 1978, porém talvez esse encerramento nunca tivesse sido aceito caso a Penthouse não tivesse publicado uma entrevista com Robert Jastrow, então diretor da NASA, afirmando que formas de vida mecânicas eram possíveis.

### Cenários
| Nome | Estúdio      | Custo      |
| --- | ------------ | ---------- |
| |              |            |
| Ponte | 9            | $205.000   |
| Corredores, Teletransporte, Enfermaria, Aposentos de Kirk                                                                                     | 9            | $258.000   |
| Complexo Orbital | 9            | $100.000   |
| Convés de Carga | 18           | $52.000    |
| Área da Entrada de Spock | 17           | $6.000     |
| Convés de Recreação | 8            | $252.000   |
| Trava Espacial | 6            | $25.000    |
| Aposentos de Ilia | 9            | $3.000     |
| Planeta Vulcano | Tanque-B     | $42.000    |
| Salão dos Oficiais | 6            | $19.000    |
| Fosso† | 17           | $130.000   |
| Wingwalk | 8            | $23.000    |
| V'Ger | 15           | $105.000‡  |
| Estação de São Francisco | 12, 15       | $240.000   |
| Parede da Memória† | 6            | $250.000   |
| Ponte Klingon | 12, 14       | $175.000   |
| Epsilon IX | 12, 14       | $40.000    |
| Custo total: | Custo total: | $1.925.000 |
| Notas: Todos os valores arredondados e em dólares (US$) †imagens descartadas ‡valor não inclui US$ 85.000 adicionais para iluminação especial |              |            |

Os primeiros cenários, originalmente para Phase II, começaram a ser construídos em 25 de julho de 1977. A fabricação foi supervisionada pelo diretor artístico Joseph R. Jennings, que havia trabalhado na série original, o especialista em efeitos especiais Jim Rugg e o diretor de arte original Matt Jefferies, emprestado da produção de Little House on the Prairie como consultor. Novos cenários fizeram-se necessários quando o programa televisivo foi cancelado a fim de adequarem-se ao formato 70 mm.
Wise pediu para Harold Michelson ser o novo diretor de arte, com este sendo colocado para trabalhar na finalização dos cenários incompletos de Phase II. O projetista começou na ponte de comando, que estava quase completa. Sua primeira ação foi remover a nova estação de artilharia de Pavel Chekov, que era uma bolha plástica semicircular enxertada em uma das paredes. A ideia em Phase II era que Chekov olhasse diretamente para o espaço enquanto miras na bolha se travavam no alvo. Ao invés disso, Wise queria que o posto de Chekov ficasse de frente para a tela visualizadora principal da Enterprise, um pedido difícil já que o cenário era praticamente circular. O ilustrador Michael Minor criou o novo visual da estação usando uma borda plana em um dos cantos do cenário.
O teto da ponte foi redesenhado, com Michelson se inspirando na estrutura de um motor a jato de avião. Minor construiu uma bolha central para o teto com o objetivo de dar a ponte um toque mais humano. Essa bolha também funcionava como uma peça de um equipamento sofisticado projetado para informar o capitão sobre a posição da nave. A maioria dos consoles foram desenhados por Lee Cole e permaneceram da cancelada série de televisão. Cole manteve sua posição em The Motion Picture e ficou responsável pela criação de boa parte das artes visuais. Ele tinha preparado o Enterprise Flight Manual para informar os atores e os roteiristas e servir como guia para as funcionalidades. Era necessário que todo o elenco principal estivesse familiarizado com as sequências de controle em suas respectivas estações já que cada painel era ativado pelo toque. A potência das luzes embaixo dos botões de plástico do console precisou ser reduzida de 25 para 6 Watts já que o calor gerado estava começando a derreter os controles. Os assentos foram cobertos por um material que tinha a capacidade de ser esticado e tingido facilmente. Para a estação de ciências, dois consoles foram equipados com operadores hidráulicos para que assim pudessem ser colocados atrás de outra parede quando não estivessem sendo utilizados, porém o sistema foi desconectado quando a equipe descobriu que era muito mais fácil movê-los a mão.
Além das interfaces de controle, a ponte estava cheia de monitores com animações em loop. Cada monitor oval era uma tela de projeção em que sequências de super 8 mm e 16 mm eram exibidas para cada efeito especial. Para esse propósito a produção adquiriu 42 rolos de película da companhia Stowmar Enterprise de Arlington, Virgínia. As imagens da Stowmar foram esgotadas algumas semanas depois do início das filmagens, ficando claro que novos filmes de monitores seriam necessários mais rapidamente do que um fornecedor terceirizado seria capaz de entregar. Cole, Minor e outro ilustrador Rick Sternbach trabalharam junto com Povill a fim de encontrarem modos mais fáceis de filmar novas imagens. Cole e Povill acabaram alugando um osciloscópio por um dia e filmaram várias distorções. Outras imagens vieram do Hospital de Long Beach, da Universidade da Califórnia em San Diego e de laboratórios experimentais de computadores no Novo México. No total, mais de duzentas peças de imagens foram criadas e catalogadas em uma lista de sete páginas.
A sala da engenharia da Enterprise foi redesenhada, mantendo o conceito de que a aparência exterior da nave deveria corresponder à área visível no interior. Michelson queria que a engenharia fosse vasta, um efeito difícil de alcançar dentro de um estúdio pequeno. A equipe do departamento de arte trabalhou com projetos que utilizavam perspectiva forçada a fim de criar a ilusão de profundidade e longas distâncias; o desenhista de cenários Lewis Splittgerber considerou a sala da engenharia como o cenário mais difícil de fazer. Ela tinha apenas doze metros de comprimento, apesar de no filme parecer possuir dezenas. Para alcançar o visual correto, o chão inclinava-se para cima e se estreitava, enquanto atores de estatura baixa foram usados como figurantes para criar a aparência de que estavam mais longes da câmera. Pinturas estenderam o comprimento do núcleo de dobra em vários andares para os planos vistos de cima para baixo de todo o complexo. A J. C. Backings Company criou essas pinturas; imagens similares foram usadas para aumentar o tamanho dos corredores da nave e do cenário da sala de recreação.
Redesenhar os corredores da Enterprise também era uma responsabilidade de Michelson. Originalmente eles eram retos e feitos de madeira compensada semelhantes aos da série original, algo que Roddenberry chamou de "Estilo Des Moines Holiday Inn". Para distanciar-se desse visual de hotel, o diretor de arte criou novos desenhos curvos e angulares. Roddenberry e Wise concordaram com Michelson de que em trezentos anos, a luz não precisaria vir de cima, assim a luz foi colocada para irradiar a partir do chão. Diferentes esquemas de iluminação foram usados para simular conveses diferentes com o mesmo corredor. Painéis de alumínio foram cobertos com um tecido laranja na frente dos aposentos de Kirk e Ilia com o objetivo de representar a área dos alojamentos da tripulação.
O teletransporte originalmente tinha sido criado para a série de televisão como uma conveniência; teria sido extremamente caro mostrar a Enterprise pousando em um novo planeta a cada episódio. Michelson com o redesenho achou que teletransporte deveria parecer e transmitir ser mais poderoso. Ele adicionou uma sala de controle selada que protegeria os operadores das poderosas forças em funcionamento. Complexas máquinas foram colocadas entre a plataforma do transporte e os operadores, com o diretor de fotografia Richard H. Kline adicionando uma iluminação misteriosa para criar uma atmosfera.
Depois do redesenho da Enterprise ter sido completo, Michelson direcionou sua atenção para a criação de cenários originais necessários para o filme. O convés de recreação ocupou um estúdio inteiro, superando em muito a pequena sala originalmente planejada para Phase II; este foi o maior cenário construído para The Motion Picture. Ele tinha 7,3 metros de altura, possuía 107 peças de mobília criadas especificamente para a produção e podia acomodar até trezentas pessoas. Embaixo de uma enorme tela visualizadora em um dos cantos do cenário estava um grande painel contendo ilustrações de navios e naves anteriores com o nome de Enterprise. Uma das naves era o ônibus espacial da NASA, adicionado à pedido de Roddenberry:
| “ | Alguns fãs sugeriram que nossa nova Enterprise deveria carregar em algum lugar uma placa que celebra o fato dela ter sido nomeada em homenagem ao primeiro ônibus espacial lançado da Terra nos anos 1970. Esta é uma ideia intrigante. Ela também tem vantagens publicitárias se lançada propriamente no momento certo. Também não vai magoar os sentimentos da NASA. Deixarei com você onde quiser colocá-la na nave. | ” |

Outra grande tarefa de produção era o cenário de V'Ger, chamado pela equipe de produção de "o Coliseu" ou "a Frigideira de Micro-Ondas". O cenário foi projetado e construído em quatro semanas e meia e podia ser filmado de qualquer ângulo; certas partes foram criadas para poderem ser removidas a fim de proporcionar melhor acesso para a câmera. Durante toda sua produção, The Motion Picture utilizou onze dos 32 estúdios da Paramount, mais do que qualquer outro filme produzido na época. O coordenador de construção Gene Kelley armazenou os cenários ele mesmo junto com sua equipe para economizar dinheiro, impedindo que a Paramount cobrasse a produção pelo desmanche. O custo final de construção dos cenários chegou em aproximadamente 1,99 milhões de dólares, sem contar os custos adicionais da produção de Phase II.

### Objetos e modelos
Os primeiros modelos de Star Trek construídos eram pequenas miniaturas testes para Planet of the Titans baseadas nos desenhos de Adam e McQuarrie, porém esses conceitos de uma Enterprise com casco achatado foram abandonados quando esse filme foi cancelado (apesar de um ter posteriormente sido usado na cena da doca espacial em Star Trek III: The Search for Spock, e outro no episódio "The Best of Both Worlds, Part II" de Star Trek: The Next Generation).
O diretor artístico Richard Taylor da Robert Abel and Associates queria alterar completamente o desenho da Enterprise quando Phase II se tornou The Motion Picture, porém Roddenberry insistiu pelo mesmo formato projetado por Jefferies na série original e carregado para o modelo deste feito para Phase II. Taylor então se focou nos detalhes, dando-lhe uma estilização que ele considerou "quase art déco". O artista conceitual Andrew Probert ajudou a refinar o desenho. Foram mantidos o formato geral e as proporções do modelo de Phase II, porém os ângulos, curvas e detalhes foram refinados. Taylor cuidou das naceles e Probert do resto da nave. Mudanças incluíam "grades de radiador" nas laterais das naceles, uma antena defletora brilhante, um novo motor de impulso, novos formatos para a popa e portões do hangar no casco secundário, mais portas de atracamento, janelas mais redondas, escotilhas e janelas para um salão de observação, convés de recreação e arboreto. Probert também substituiu as armas de Phase II com um duplo lançador de torpedo e adicionou elementos como características para os trens de pouso e uma separação de disco que nunca chegaram a ser utilizados em qualquer um dos filmes em que o modelo apareceu (a ideia da separação da seção do disco foi depois empregada na USS Enterprise-D de The Next Generation).

O técnico Kris Gregg fazendo a fiação elétrica interna do modelo da Enterprise.

A maioria dos modelos foram criados pela Magicam, uma subsidiária da Paramount. O principal modelo da Enterprise tinha 2,4 metros de comprimento em uma escala 1:120. Ele levou catorze meses para ser construído e custou 150 mil dólares. A nova nave estelar foi construída com plásticos leves, ao invés da fibra de vidro usada nos modelos antigos, pesando ao todo 39 quilogramas. O maior problema de desenho foi garantir que o pescoço dorsal e os suportes das naceles fossem fortes o bastante para que nenhuma parte da nave envergasse ou estremesse enquanto ela estivesse sendo movida, algo que foi alcançado com um esqueleto de alumínio soldado no interior. O modelo finalizado podia ser apoiado em cinco pontos diferentes dependendo de qual ângulo era necessário ser filmado. Um segundo modelo de 50,8 centímetros foi usado para planos distantes. Apesar da superfície ter continuado lisa, ela recebeu uma pintura especial que fez o casco parecer iridescente sob certas luzes. Transparências foram inseridas atrás de algumas janelas, e como piadas elas incluíam fotos de Probert, outros membros da equipe de produção e até mesmo uma de Mickey Mouse. A Magicam também produziu a doca seca orbital vista durante a primeira aparição da Enterprise no filme. Ela media 1,22 metros por 3,05 metros por 1,83 metros, com seus 56 painéis de neon precisando de 168 mil Volts de eletricidade para serem operados, além de uma mesa separada para apoiar os transformadores; ao todo o conjunto da doca custou duzentos mil dólares.
A criação de V'Ger causou problemas para toda a produção. A equipe ficou insatisfeita com o modelo original de argila com 1,2 metros de comprimento produzido pela Robert Abel and Associates, que parecia uma versão modernizada do submarino Náutilus do Capitão Nemo. O desenhista industrial Syd Mead foi contratado para visualizar uma nova versão da monstruosa nave estelar. Ele acabou criando uma máquina que continha elementos orgânicos baseado em sugestões dadas por Wise, Roddenberry e a equipe de efeitos visuais. O modelo final tinha 21 metros de comprimento, construído da traseira para frente com o objetivo de possibilitar filmagens enquanto o resto das seções ainda estava sendo fabricada. O modelo foi construído a partir de diversos materiais diferentes, incluindo madeira, espuma, macramé, poliestireno, neon e luzes estroboscópicas.
Dick Rubin cuidou dos objetos de cena do filme, estabelecendo um escritório improvisado em um dos cantos do estúdio 9. A filosofia de Rubin era de que quase todo ator ou figurante precisava ter algo nas mãos. Dessa forma, ele bolou e fabricou mais de 350 objetos de cena, dos 55 foram usados apenas na cena da estação em São Francisco. Muitos desses objetos eram desenhos melhorados de itens anteriormente utilizados na série de televisão, como por exemplo feisers e comunicadores de mão. O único objeto que permaneceu inalterado da série original foi o comunicador de ouvido de Uhura, que Nichelle Nichols especificamente pediu durante o primeiro dia de filmagens. O novo feiser possuía seus próprios circuitos internos, baterias e quatro luzes que piscavam. Este novo objeto de cena custava quatro mil dólares; para economizar dinheiro, as luzes foram removidas, reduzindo o tamanho total do feiser em um terço. Ao todo quinze foram produzidos. Os comunicadores foram radicalmente modificados; Roddenberry tinha ficado convencido no meio da década de 1970 de que a micro-miniaturização havia tirado a convencibilidade dos volumosos aparelhos de mão usados na série original. Foi decidido usar um desenho de comunicador de pulso, contanto que ele tivesse um visual muito diferente do relógio que Dick Tracy estava usando desde a década passada. Duzentos comunicadores foram criados, porém apenas alguns eram os modelos de 3500 dólares usados para closes do aparelho em ação. A maioria dos objetos de cena eram feitos de plástico, já que Rubin acreditava que materiais sintéticos seriam usados quase que exclusivamente no futuro.

### Figurinos e maquiagem
Roddenberry firmemente acreditava que roupas descartáveis seriam o futuro da indústria e assim essa ideia foi incorporada aos figurinos de The Motion Picture. William Ware Theiss, o figurinista que criou todas as roupas vistas na série original, estava muito ocupado para retornar já que trabalhava em um filme. Robert Fletcher, considerado um dos mais bem sucedidos figurinistas de teatro dos Estados Unidos, foi escolhido em seu lugar para desenhar os novos uniformes, roupas e vestes para a produção. Ele evitava materiais sintéticos em favor de naturais, achando que estes tecidos costuravam melhor e duravam mais. Já que os tempos tinham mudado, os uniformes da Frota Estelar com seus vermelhos, azuis, verdes e amarelos brilhantes precisaram ser revisados: as minissaias usadas pelas mulheres na série de televisão na década de 1960 seriam agora consideradas sexistas. Wise achou que os antigos uniformes multicoloridos eram muito espalhafatosos, com Fletcher acreditando que a vivacidade destes desenhos poderia trabalhar contra a credibilidade quando vistos em uma tela de cinema – a primeira tarefa do figurinista foi criar novos uniformes que fossem menos conspícuos.

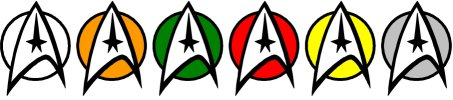
Os emblemas usados nos figurinos de The Motion Picture para designar as áreas de serviço: branco para a divisão de comando, laranja para ciências (ramos científico e técnico), verde para ciências (ramo médico), vermelho para operações (ramos de engenharia e manutenção), amarelo para operações (ramos de comunicação, navegação e leme) e cinza para operações (ramos de segurança e serviço).

As divisões de designação da nave eram indicadas através da cor da camisa durante a série original; para o filme, esses códigos foram movidos para pequenos emblemas no uniforme. O símbolo delta da Frota Estelar, que anteriormente indicava ramos de serviço – comando, ciências, médico e operações – foi substituído pelo símbolo de comando para todos os ramos sobreposto a um círculo colorido que indicava a área de serviço. O azul anteriormente usado em alguns uniformes foi descartado por temores de que ele pudesse interferir com as telas azuis usadas para os efeitos óticos. Foram fabricados três tipos de uniformes: uniformes de gala para ocasiões especiais, uniformes classe A para serviço normal e uniformes classe B como alternativos. Os desenhos da classe A eram duplo costurados com gabardina e tinham listras douradas na manga indicando a patente. Foi achado muito militarista as tradicionais quatro faixas douradas nas mangas para a patente de capitão. Povill mandou um memorando para Fletcher com um sistema de listras modificado, já que o figurinista continuava a confundir os séculos XX e XXIII. Fletcher criou os uniformes classe B como camisetas de manga curta evoluídas, com emblemas nos ombros sendo usados para designar a patente.
Cada figurino tinha os sapatos unidos às calças a fim de ampliar o visual futurista. Um sapateiro italiano foi encarregado de criar os sapatos. Foi difícil, caro e demorado combinar os calçados com as calças, já que cada sapato precisava ser costurado a mão depois de ser ajustado para cada ator. Houve também problemas de comunicação, já que o fabricante tinha um inglês limitado e ocasionalmente confundia os pedidos devido a nomes parecidos. Macacões, usados principalmente para funções utilitárias, eram os únicos figurinos que tinham bolsos e foram feitos com um elastano pesado que precisava de uma agulha especial para conseguir perfurar o material. Também foram criadas uma variedade de jaquetas, roupas de lazer e roupas espaciais; já que muitos desses figurinos precisavam ser desenhados e fabricados antes da maioria dos papéis terem sido escalados, muitos figurantes foram escolhidos considerando o quão bem eles serviam nas roupas.
Fletcher decidiu ter maior liberdade com as roupas dos civis em São Francisco. Muitos dos materiais dessas roupas casuais foram encontrados nos antigos depósitos da Paramount, onde estavam armazenadas uma grande quantidade de sedas, crepes e couros esquecidos e nunca utilizados. Alguns desses materiais tinham sido escolhidos por Cecil B. DeMille em 1939 e estavam em perfeitas condições. Os brocados vermelhos, pretos e dourados foram tecidos com ouro e prata de verdade e envolvidos em torno de fios de seda; o figurino resultante foi utilizado para o embaixador de Betelgeuse e é até hoje o figurino mais caro já usado por um figurante em Hollywood, tendo custado dez mil dólares. Fletcher também reciclou camurças de The Ten Commandments para os roupas zaranitas. O figurinista, com a aprovação de Roddenberry, criou históricos completos das roupas das espécies alienígenas vistas na Terra e nas sequências no convés de recreação, descrevendo suas aparências e a composição dos figurinos.
Fred Phillips, o criador original das orelhas vulcanas de Spock, atuou como o artista maquiador de The Motion Picture. Ele e sua equipe ficaram responsáveis pela maquiagem e máscaras de cinquenta alienígenas vistos no filme. Os desenhos foram desenvolvidos pelo próprio Phillips ou a partir de algum dos esboços de Fletcher. Durante sua duradoura associação com Star Trek, o maquiador produziu sua 2000ª orelha de Spock durante a produção de The Motion Picture. Cada orelha era feita de latex e outros ingredientes misturados em um liquidificador de cozinha e então cozinhados por seis horas. Apesar de Phillips ter guardado os moldes originais da série de televisão para fazer as aplicações, as orelhas de Nimoy tinham crescido desde a década anterior e assim novos moldes precisaram ser fabricados. Enquanto na televisão as orelhas podiam ser reusadas até quatro vezes, já que cortes e rasgos não apareciam na tela pequena, para o filme Phillips teve que criar por volta de três pares por dia para o ator usar. As sobrancelhas vulcanas voltadas para cima precisavam que os pelos fossem aplicados um por um a fim de alcançar o detalhe correto, fazendo com que Nimoy demorasse mais de duas horas até estar pronto para as filmagens – duas vezes mais do que na série original.
Além de desenvolver as orelhas vulcanas e as máscaras dos alienígenas, Phillips e seu assistente Charles Schram aplicavam maquiagens mais comuns nos atores principais. A cabeça de Persis Khambatta tinha de ser raspada todos os dias e então receber a aplicação de uma maquiagem para reduzir o brilho vindo dos refletores do cenário. A atriz não teve receio de cortar seu cabelo no início da produção, porém depois começou a ficar preocupada se ele cresceria corretamente ao final das filmagens. Roddenberry propôs criar um seguro para o cabelo de Khambatta depois dela ter revelado suas preocupações, acreditando que o preço de tal seguro seria desprezível. O produtor também viu outros benefícios vindos dessa política:
| “ | Segundo, [o seguro] teria a vantagem de tranquilizar [Khambatta] e deixá-la sentir-se mais confortável durante seu papel. Terceiro e finalmente, se o preço realmente mostrar-se desprezível, John Rothwell, nosso publicista, me garante de que nós provavelmente receberíamos de volta muitas vezes o custo em publicidade sobre o seguro. | ” |

A ideia acabou sendo abandonada já que tal seguro seria muito caro; a companhia de seguros acreditavam que haveria dificuldades em garantir que o cabelo da atriz crescesse exatamente como era antes. Ao invés disso, Khambatta visitou a Georgette Klinger Skin Care Salon em Beverly Hills, onde especialistas recomendaram que ela recebesse seis tratamentos faciais e de escalpo ao longo da produção. O salão também receitou uma rotina de tratamento de escalpo diária consistindo em barras de limpeza, loção de brilhantina, condicionador, removedor de maquiagem e uma loção de limpeza. O estúdio concordou que essas medidas eram necessárias e pagou a conta enquanto a atriz passou seis meses seguindo as tediosas instruções (seu cabelo eventualmente cresceu de volta sem nenhum problema).

### Consultoria técnica
Muitas tecnologias futuristas que apareceram na série original tornaram-se realidade ao longo da década que se passou entre seu cancelamento e a produção de The Motion Picture – como por exemplo portas automáticas, computadores que falam, armas que atordoam ao invés de matar e equipamentos de comunicação pessoal. Roddenberry tinha insistido para que a tecnologia apresentada a bordo da Enterprise fosse baseada em ciências estabelecidas e teorias científicas. Da mesma forma o filme recebeu a consultoria técnica da NASA, do Jet Propulsion Laboratory no Instituto de Tecnologia da Califórnia, e do Instituto de Tecnologia de Massachusetts, além de indivíduos como um ex-astronauta e também do escritor de ficção científica Isaac Asimov.
A maior quantidade de conselhos técnicos veio da NASA, que forneceu o fã da série Jesco von Puttkamer para ser consultor do filme. Roddenberry conhecia Puttkamer desde 1975 quando eles foram apresentados por um amigo em comum, o diretor assistente de astronáutica no Instituto Smithsoniano. Puttkamer deu aos roteiristas, produtores e diretor memorandos detalhados sobre cada elemento técnico presente no roteiro desde 1976 até a finalização do filme; o cientista revisou cada linha de roteiro e não foi pago por sua assistência. "Filmes de ficção científica, incluindo aqueles do passado recente, tem lamentavelmente carecido de bom conselho científico", ele afirmou, "Star Wars não é realmente ficção científica. Eu adorei, mas é um conto de fadas de príncipes e cavaleiros em outra galáxia. A tecnologia era improvável, a ciência impossível".
Os executivos da Paramount discutiram com Roddenberry durante a reescrita das últimas cenas do filme sobre o final do roteiro, acreditando que o conceito de uma máquina viva era muito exagerada. Os executivos acabaram consultando Asimov: se o renomado escritor considerasse plausível uma máquina consciente, então o final poderia ficar. Asimov amou o final, porém deu uma pequena sugestão: ele achou que o uso da palavra "buraco de minhoca" estava incorreta e que a anomalia que a Enterprise encontra enquanto se dirige para V'ger seria mais corretamente chamada de "túnel temporal".

### Filmagens

Robert Wise dirigindo Nimoy, Kelley e Shatner; junto com o produtor Gene Roddenberry.

As filmagens de The Motion Picture começaram em 7 de agosto de 1978. Algumas cerimônias improvisadas foram realizadas antes das câmeras serem ligadas; Roddenberry deu a Wise um boné de beisebol com a palavra "Enterprise" escrita com letras douradas (o boné havia sido um presente do capitão do porta-aviões USS Enterprise). O diretor e produtor em seguida estouraram uma garrafa especial de champanhe no cenário da ponte (não havia líquido dentro já que molhar o cenário com champanhe iria danificá-lo). A primeira cena filmada foi o caos a bordo da ponte da Enterprise enquanto a tripulação preparava a nave para sua partida; Wise dirigiu quinze tomadas no final da tarde até se considerar por satisfeito. As primeiras imagens do dia usaram quinhentos metros de película; 130 metros foram considerados "bons", 330 metros foram "nada bom" enquanto o resto foi desperdiçado. Apenas uma página e um oitavo de outra foram filmadas.
Alex Weldon foi contratado para ser o supervisor de efeitos especiais do filme. Weldon estava na época planejando se aposentar depois de uma carreira de 42 anos de trabalho na indústria, porém sua esposa insistiu para que aceitasse Star Trek pois ela achava que ele não teria muito o que fazer na aposentadoria. Muitos dos efeitos já tinham sido iniciados ou completados por Rugg quando Weldon foi contratado; ficou com este a tarefa de realizar os efeitos mais complexos e mais caros para o filme. A primeira etapa de preparação envolvia analisar o roteiro do ponto de vista do número, duração e tipo dos efeitos. Ele e outros membros da equipe de efeitos especiais trabalhavam em encontrar todas as possibilidades para realizar um efeito de maneira convincente, antes mesmo que quais quer custos fossem determinados e Weldon partisse para comprar os itens necessários.
O diretor de fotografia foi Richard H. Kline. Ele trabalhava a partir de esboços e conceitos feitos pelo artista Maurice Zuberano, com Wise julgando se estavam seguindo pelo caminho correto. Kline e Michelson em seguida discutiriam o visual (junto com Weldon se efeitos fossem necessários). Cada sequência então recebia um storyboard que eram entregues ao diretor de fotografia para execução. Kline disse que sua função era "interpretar [o] pré-planejamento e torná-lo indelével no cinema. É um modo para que todos estejam no mesmo comprimento de onda". Ele comentou de que não houve um único plano "fácil" em todo filme, já que cada sequência necessitava de considerações especiais. Por exemplo, a ponte de comando era iluminada com luzes de baixa densidade para que dessa forma os consoles dos monitores mostrassem suas informações melhor. Foi difícil enquadrar planos a fim de evitar que os reflexos da equipe nos monitores ou a luz vazando pelas grades do chão não aparecessem na imagem final.
Enquanto Kline se preocupava com a iluminação, qualidade das películas e cores, a supervisora de roteiro Bonnie Prendergast tomava notas que seriam escritas depois da equipe terminar o dia. Seu papel era garantir a continuidade dos figurinos, posições dos atores e colocação dos objetos de cena. Qualquer mudanças nos diálogos ou falas improvisadas também eram anotadas. O assistente de direção Danny McCauley era responsável por colaborar com o gerente da unidade de produção Phil Rawlins para finalizar as ordens de filmagem e coordenar os figurantes. Rawlins, McCauley, a gerente de produção Lindsley Parsons Jr. e Katzenberg receberam todos a tarefa de manter as coisas seguindo em frente e mais rápido possível e com o orçamento sob controle; cada hora no estúdio custava a produção quatro mil dólares.
A maior parte das filmagens ocorreram em cenários fechados, com grandes medidas sendo tomadas para manter segredo sobre o enredo. Os roteiros eram numerados e várias listas eram mantidas indicando quem tinha recebido uma cópia. Nada foi dito a imprensa em relação a história e apenas algumas fotos da produção receberam a permissão de serem publicadas. Um jovem visitante do estúdio conseguiu roubar uma cópia das plantas do cenário da ponte de comando enquanto este ainda estava sendo construído, vendendo duplicatas a fãs interessados ao preço de 75 dólares; a Paramount informou o FBI que repassou o caso para o Departamento de Polícia de Los Angeles. A polícia prendeu, condenou e multou o jovem em 750 dólares. Mais tarde foi descoberto que as plantas roubadas não eram da versão final do cenário. Foram criados crachás para visitantes a fim de manter-se um registro dos convidados, com eles sendo constantemente verificados já que eram em número limitado; dentre os visitantes estavam amigos da equipe e elenco, a imprensa, líderes de fãs e atores como Clint Eastwood, Tony Curtis, Robin Williams e Mel Brooks. Varreduras de segurança eram realizadas em carros que deixavam o estúdio procurando por qualquer item roubado; nem mesmo os atores principais eram poupados dessa inconveniência.
A produção já estava um dia completo atrasada em 9 de agosto. Apesar dos atrasos, Wise se recusava a filmar por mais de doze horas, achando que perdia a eficiência depois disso. O diretor era paciente; apostas foram feitas sobre quando ele finalmente perderia a cabeça, porém os organizadores devolveram o dinheiro depois de Wise jamais ter perdido a calma. O diretor dependia dos atores, especialmente Shatner, para garantir que os diálogos e caracterizações eram consistentes com a série original já que ele não era familiarizado com o material de origem. As cenas na ponte de comando foram filmadas cedo, porém problemas nas filmagens da sala do teletransporte adiaram outros trabalhos. A equipe que trabalhava na plataforma do transporte descobriu durante testes que seus sapatos estavam derretendo sobre a grade iluminada. Outros atrasos foram causados por dificuldades na sequência do buraco de minhoca. As imagens para esta cena foram filmadas de duas maneiras: primeiro nos 24 quadros por segundo normais e depois no mais rápido 48 quadros; as imagens na velocidade normal eram uma garantia caso o efeito de câmera lenta produzido pela contagem de quadros mais alta não ficasse como planejado. A filmagem demorou tanto que tornou-se uma piada recorrente para o elenco tentar e superar o outro com piadas relacionadas a buraco de minhoca. A sequência finalmente foi completada em 24 de agosto, enquanto as cenas do teletransporte estavam sendo filmadas ao mesmo tempo no mesmo estúdio.

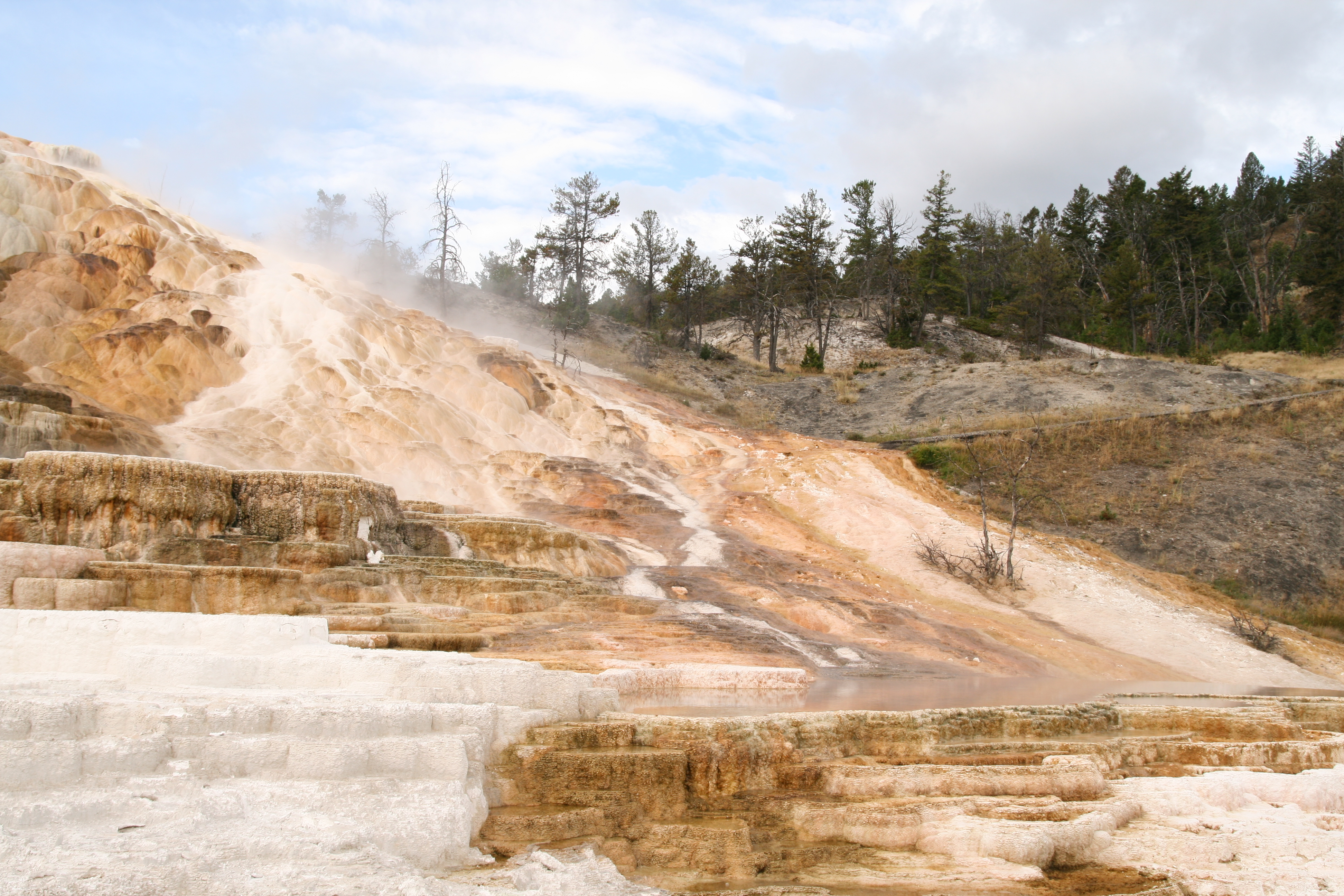
Minerva Terrace, em Yellowstone, serviu como locação para o planeta Vulcano.

O cenário do planeta Vulcano foi criado usando uma combinação da imagens de locação feitas nas Fontes Termais de Minerva Terrace no Parque Nacional de Yellowstone e uma recriação em estúdio. Yellowstone foi selecionado depois de ruínas turcas terem sido consideradas muito caras. Foi difícil conseguir permissão para as filmagens já que era a época de turismo, porém o Departamento de Parques cedeu contanto que a equipe permanecesse nos passadiços a fim de evitar danos às formações geológicas. Zuberano ajudou a escolher o local e viajou para o parque tirando várias fotografias. Minor também fez uma viagem e voltou para criar uma grande pintura de como a cena poderia ser. A equipe se consultou com Michelson e foi decidido usar miniaturas em primeiro plano para criar os templos vulcanos, combinando-os à verdadeira fonte termal ao fundo. No filme, o terço inferior das imagens era composto por escadas em miniatura, pedras, pedaços de vidro vermelho e uma estátua vulcana também em miniatura. O terço central continha imagens de Nimoy filmadas no parque, enquanto o terço final do quadro era ocupado com uma pintura. Uma equipe de onze pessoas partiu para Yellowstone em 8 de agosto, um dia depois do início das filmagens. A sequência demorou três dias para ser realizada.
O departamento de arte recriou partes de Yellowstone no estúdio dentro do Tanque-B, que media 34 metros por 46 metros e fora projetado para ser inundado com milhões de galões de água. Minor colocou miniaturas no chão do tanque antes da construção e garantiu que as sombras que caiam sobre Spock no parque poderiam ser propriamente replicadas. Uma base de madeira compensada foi construída sobre plataformas de metal reforçadas com arames a fim de criar silhuetas de pedras. Espuma de poliuretano foi borrifada em cima da estrutura sob a supervisão do Departamento de Bombeiros de Los Angeles. A parte inferior da miniatura da estátua foi representada por um pé de fibra de vidro com cinco metros de altura. Weldon recriou os efeitos filmados em Yellowstone usando gelo seco e máquinas de fumaça. Uma combinação de leite evaporado, tinta branca de impressão e água foi jogada nas piscinas do cenário com o objetivo de recriar a aparência dos turbilhões e redemoinhos da água vista no parque. A pressão do vapor canalizado para as piscinas através de tubos escondidos causou movimentos suficientes para recriar as imagens da locação. A produção acabou se atrasando por causa de três dias nublados seguidos, já que era necessário que o Sol estivesse em uma posição específica e que o ambiente estivesse claro o bastante. Outras cenas recriando Vulcano teriam sido impossíveis já que o cenário foi desmontado imediatamente para poder servir como estacionamento pelo restante do verão.
A explosão do console do computador que causa o problema no teletransporte foi simulada usando espojas de aço. Weldon escondeu as esponjas dentro do console junto com um arco de solda operado por controle remoto que era ativado quando o ator puxava um fio. O aparelho foi projetado para criar apenas uma fagulha ao invés de uma chama contínua, fazendo com que a esponja de aço queimasse e produzisse várias fagulhas; o efeito produzido foi tão eficiente que várias tomadas foram necessárias já que os atores constantemente se assustavam com as chamas. Várias caixas e recipientes parecem estar suspensos por anti-gravidade ao longo do filme. Esses efeitos foram executados por vários dos assistentes de Weldon. A equipe construiu um trilho circular que tinha o mesmo formato que o corredor e suspendeu os objetos de cena através de quatro fios que se conectavam ao trilho. Os fios foram pintados com um ácido especial que oxidava o metal; a reação resultante manchava os fios para uma cor cinza que não ficava visível em meio a iluminação azul escura do corredor. As caixas eram feitas de madeira leve para que assim os fios pudessem ser usados como suporte.
A produção continuava a se atrasar mais ao final de agosto. Walter Koenig descobriu que ao invés de ser liberado em catorze dias após terminar de filmar todas as suas cenas, seu último dia na verdade seria 26 de agosto, oito semanas a mais do que o esperado. A aproximação da Enterprise de V'Ger e o ataque deste era próxima cena a ser filmada na ponte depois da sequência do buraco de minhoca, porém foi adiada por duas semanas para que os efeitos especiais pudessem ser planejados e implementados e para que cenas na engenharia fossem filmadas. As queimaduras de Chekov adquiridas durante o ataque de V'Ger foram difíceis de se realizar; apesar do incidente ocupar pouco tempo do filme, Weldon passou horas preparando o efeito. Um pedaço de papel alumínio foi colocado ao redor do braço de Koenig, coberto por uma almofada protetora e então escondida pela manga do uniforme. Weldon preparou uma solução de amônia e ácido acético que foi passada na manga, criando fumaça. Dificuldades forçaram a cena a ser filmada dez vezes; ela foi especialmente desconfortável para o ator, cuja pele ficou levemente queimada quando um pouco da solução escorreu para seu braço.
Khambatta também enfrentou dificuldades durante as filmagens. Por motivos pessoais, a atriz se recusou a aparecer nua como o roteiro originalmente descrevia a primeira aparição da sonda Ilia. Os produtores fizeram com que ela concordasse em usar uma meia de corpo cor de pele, porém ela pegou um resfriado como resultado da névoa do chuveiro criada por gelo seco jogado em água quente, com os vapores sendo canalizados até o chuveiro por tubos escondidos. Khambatta repetidas vezes precisou deixar o cenário para evitar pegar hipercapnia. Uma cena exigia que a sonda Ilia derrubasse uma porta na enfermaria; foram testadas portas feitas de papel, papelão ondulado coberto por papel alumínio e cortiça até o efeito correto ser alcançado. O botão iluminado na garganta da sonda era uma lâmpada de 12 Volts que Khambatta podia ligar e desligar através de um interruptor escondido; o calor eventualmente causou queimaduras leves.
A última semana de filmagens foi marcada por problemas. Luzes vermelhas apareciam alaranjadas nas imagens reveladas; as lâmpadas estavam defeituosas e três pessoas quase foram eletrocutadas. As filmagens finalmente se encerraram depois de 125 dias em 26 de janeiro de 1979. Os três atores principais (Shatner, Nimoy e DeForest Kelley) deram suas últimas falas às 16h50min. Um último plano foi filmado antes da equipe poder ir para casa: a fusão entre Decker e V'Ger. O roteiro previa uma grande enfase na iluminação, com luzes brancas espiraladas e ofuscantes. Stephen Collins foi coberto com pequenas solhas de algodão coladas em sua jaqueta; estes destaques foram projetados para criar uma auréola no corpo. Luzes de helicóptero, lâmpadas de 4000 Watts e máquinas de vento foram utilizadas para criar o efeito da fusão de Decker com a máquina viva. As primeiras tentativas de filmagem foram um pesadelo para a equipe. A iluminação extrema fez com que partículas normalmente invisíveis de poeira fossem iluminadas, criando a aparência de que os atores estavam no meio de uma nevasca. A equipe limpou e varreu o cenário constantemente durante as refilmagens ao longo da semana, com especialistas sendo depois chamados para remover completamente a poeira das imagens finais.
Todo o elenco e a equipe se reuniram com executivos do estúdio duas semanas depois para a tradicional festa de encerramento. Quatrocentas pessoas compareceram ao evento, que acabou ocupando também dois restaurantes em Beverly Hills. Enquanto boa parte da equipe se preparava para a pós-produção, Wise e Roddenberry ficaram gratos pela oportunidade de tiraram férias breves do filme antes de retornarem ao trabalho.

### Pós-produção
O elenco partiu para trabalhar em outros projetos enquanto a equipe de pós-produção foi encarregada de finalizar o filme em tempo para seu lançamento em dezembro. O trabalho iria durar o dobro do que o processo de filmagens tinha levado. O editor Todd C. Ramsay e seus assistentes passaram o período de filmagens cortando as imagens e faixas de áudio. O corte bruto foi usado para formular os planos para os efeitos sonoros, música e efeitos óticos que seriam adicionados depois. Roddenberry também deu várias opiniões, enviando memorandos para Ramsay através de Wise sobre ideias para a edição. O editor tentou cortar o máximo de imagens desnecessárias possível sem comprometer a personalidade do filme e o desenvolvimento da história. Uma das ideias de Roddenberry era fazer com que os vulcanos falassem em seu próprio idioma. Já que as imagens originais tinham sido filmadas com os atores falando em inglês, a "língua" precisava ser sincronizada com os lábios e falas dos atores.

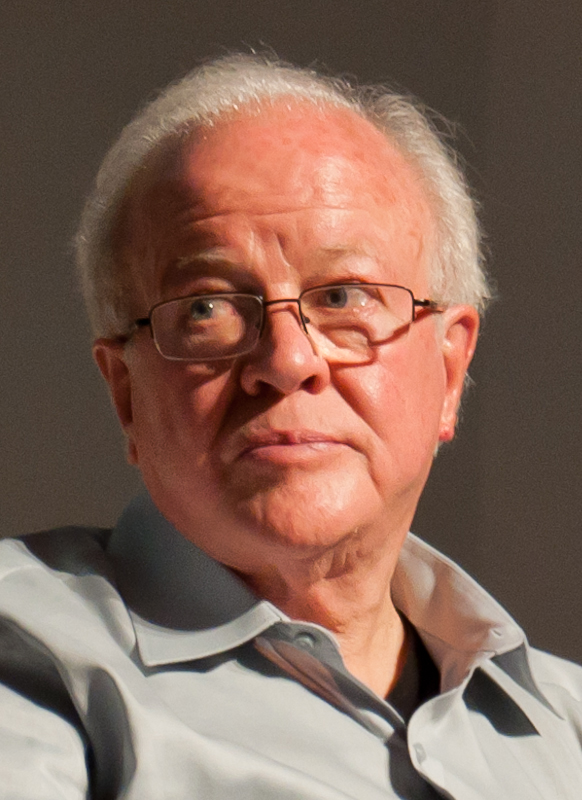
Douglas Trumbull recebeu a tarefa de terminar os efeitos do filme em tempo do lançamento.

Os produtores de The Motion Picture perceberam que após os efeitos revolucionários de Star Wars seu filme precisava de visuais semelhantes. A primeira escolha para diretor de efeitos visuais era Douglas Trumbull, um diretor de cinema com grande reputação em Hollywood e que havia trabalhado em 2001: A Space Odyssey, porém ele recusou a oferta. Trumbull estava na época ocupado com Close Encounters of the Third Kind e também estava cansado de ser ignorado como diretor e ter de produzir efeitos para a produção de outra pessoa; ele planejava lançar seu próprio filme assim que ficasse livre. A escolha seguinte foi John Dykstra, que também estava similarmente envolvido em outros projetos. O supervisor de pós-produção Paul Rabwin então sugeriu que Robert Abel e sua companhia Robert Abel and Associates pudessem estar à altura do desafio. O escopo e tamanho dos efeitos cresceu bastante depois de Phase II tornar-se The Motion Picture. A empresa pediu quatro milhões de dólares para fazer o trabalho e a Paramount aceitou. O orçamento original cresceu em 750 mil enquanto novos efeitos eram adicionados, com Roddenberry sugerindo que os custos e cronogramas fossem reexaminados.
Começaram a surgir rumores sobre as dificuldades relacionadas aos efeitos visuais. Milhões de dólares já tinham sido gastos em um ano de produção, porém praticamente nenhum imagem utilizável tinha sido criada; a Abel and Associates não tinha experiência na realização de filmes e o tamanho da curva de aprendizado preocupou os produtores. Trumbull serviu como consultor da Abel and Associates devido a obrigações contratuais, enquanto o artista de efeitos visuais Richard Yuricich atuou como ligação entre Abel e a Paramount. Abel acabou passando as tarefas de miniatura e pintura para Yuricich a fim de acelerar o trabalho. Apesar de terem sido liberados de quase metade dos trabalhos de efeitos, ficou claro no começo de 1979 que a Abel and Associates não seria capaz de completar o resto no tempo necessário. As diferenças criativas aumentaram entre a companhia e a equipe de produção da Paramount, com as duas encerrando seu vínculo no meio de fevereiro de 1979.
A Paramount desperdiçou cinco milhões de dólares e um ano de trabalho com a Abel and Associates, apesar de Abel supostamente ter ganho um novo estúdio de produção cheio de equipamentos usando o dinheiro da Paramount. Enquanto isso Trumbull tinha terminado Close Encounters of the Third Kind, porém seu plano para um filme próprio foi cancelado pela Paramount, ação que alguns consideraram como punição por ter recusado Star Trek. Agora disponível, as responsabilidades principais dos efeitos visuais de The Motion Picture passaram para ele. O estúdio ofereceu carta branca em março se Trumbull conseguisse terminar todos os trabalhos até dezembro, a data de lançamento que a Paramount estava financeiramente obrigada a cumprir (já tendo aceito pagamentos adiantados de exibidores planejando uma entrega no natal). Trumbull estava confiante que podia realizar os trabalhos sem perda de qualidade, apesar de possuir uma reputação de perder prazos por perfeccionismo. O estúdio enviou um executivo a fim de garantir que ele cumpriria o cronograma, e junto com Yuricich a equipe de efeitos correu para finalizar os serviços. O orçamento dos efeitos subiu para dez milhões de dólares.
O trabalho anterior de Yuricich tinha sido de diretor de fotografia para efeitos fotográficos em Close Encounters of the Third Kind, com ele e Trumbull reunindo  a equipe e equipamentos usados nesse filme, adicionando mais espaço e pessoal. A principal questão era tempo, não dinheiro; Trumbull tinha de entregar em nove meses o dobro de efeitos encontrados em Star Wars e Close Encounters of the Third Kind, que tinham demorado anos para serem completados. As instalações que a equipe tinha usado anteriormente foram consideradas insuficientes, assim uma instalação próxima foi alugada e equipada com mais cinco estúdios com sistemas e trilhos de câmera. Dykstra e sua produtora Apogee Company com sessenta funcionários foi subcontratada por Trumbull.

A Enterprise se aproximando da nuvem de V'Ger. O modelo da nave apresenta o sistema de auto-iluminação pensado por Trumbull, tendo sido filmado completamente iluminado, com passagens mais escuras sendo compostas e queimadas na pós-produção.

Trumbull e Dykstra acharam problemáticos os modelos criados pela Magicam. A iluminação do cruzador klingon era tão escura que não havia modos de deixá-lo claro o bastante para o filme. Já que Trumbull também achou as luzes da Enterprise inadequadas para suas necessidades, ele ordenou que a fiação dos dois modelos fosse refeita. Ele levantou a questão de que a nave estelar poderia estar viajando anos-luz de distância de uma estrela e mesmo assim estar totalmente iluminada. Trumbull criou um sistema de auto-iluminação ao invés de ter a nave completamente na escuridão exceto pelas janelas; ele imaginava a Enterprise como um navio transatlântico, "uma grande dama dos mares à noite". Um método similar foi usado para o cruzador klingon, porém ele foi deixado menos iluminado a fim de transmitir um visual diferente da aparência limpa da Federação Unida dos Planetas – o cruzador tinha a intenção de lembrar "um submarino inimigo da Segunda Guerra Mundial que está há tempo demais no mar". Os modelos foram filmados em várias passagens e compostos juntos na pós-produção; múltiplas passagens com apenas as luzes do modelo foram adicionadas à passagem original para que o visual final fosse alcançado. A sequência de abertura do ataque klingon foi desenvolvida para evitar um começo semelhante ao de Star Wars, com um modelo sendo usado para representar as três naves vistas no filme.
Enquanto a equipe de Dykstra cuidava das naves, a nuvem de V'Ger foi desenvolvida por Trumbull. Ele queria que a nuvem tivesse uma forma específica – "ela não poderia ser um borrão de algodão", Trumbull afirmou, "ela tinha de possuir alguma forma que você poderia pegar em ângulos de câmera". Um trilho de suporte de câmera especial foi construído para poder passar sobre uma peça de arte de 12 metros por 24 metros, com uma luz estroboscópica para criar profundidade. A equipe originalmente planejou realizar várias passagens com o objetivo de criar movimento nas nuvens, porém Trumbull achou que isso diminuía a impressão de escala, assim pequenas animações foram sutilmente colocadas no produto final. Os efeitos do torpedo foram simulados ao disparar um laser através de um pedaço de cristal colocado em uma haste giratória, já que experimentos com bobinas de Tesla mostraram-se insuficientes. O mesmo efeito teve sua cor alterada para ser usado pelos klingons e a Enterprise; os primeiros eram da cor vermelha, enquanto os "mocinhos" tinham armas azuis. A destruição dos cruzadores klingon foi criada utilizando uma varredura de lasers, com várias passagens do laser sendo compostas em cima do modelo em movimento para criar o efeito final.
As cenas de Kirk e Montgomery Scott se aproximando da Enterprise na doca seca ocupavam duas páginas de roteiro, porém precisaram de 45 planos diferentes – uma média de um por dia – para fazer a viagem da nave auxiliar com os dois personagens desde o complexo de escritórios orbital até o atracamento na nave estelar. Turnos de trabalho dobrados foram necessários para finalizar a sequência em tempo. Para os closes da nave auxiliar viajando para a Enterprise, imagens de Shatner e James Doohan foram compostas no modelo, enquanto os planos longos usaram bonecos.
Dykstra e a Apogee criaram três modelos para representar a estação Epsilon IX. Um modelo de 1,8 por 1,1 metros foi usado para planos distantes, enquanto um painel isolado de 1,5 por 1,8 metros foi usado para imagens mais próximas. A torre de controle da estação foi replicada com telas de projeção para adicionar pessoas dentro. Um modelo de sessenta centímetros de um astronauta originalmente criado para essa cena acabou reutilizado na cena da doca seca e na caminha espacial de Spock. Efeitos únicos de destruição para a estação tiveram de ser descartados por questões de tempo. A espaçonave de V'Ger foi filmada em uma sala escura e cheia de fumaça para transmitir a sensação de tamanho e também esconder as partes que ainda estavam em construção. As várias passagens foram principalmente baseadas em adivinhação, já que cada câmera disponível estava sendo usada e os efeitos tinham de ser gerados sem a ajuda de tela azul.
Mesmo após a mudança nas companhias de efeitos, Yuricich continuou a produzir boa parte das pinturas usadas no filme, tendo anteriormente trabalhado com peças desse tipo em The Day the Earth Stood Still, Ben-Hur, North by Northwest e Logan's Run. As pinturas foram combinadas com as imagens ao vivo depois da área selecionada do quadro ter sido retirada; por exemplo, o céu azul sobre Yellowstone foi substituído pela paisagem mais avermelhada de Vulcano. Mais de cem pinturas foram criadas.
Trumbull teve uma enorme quantidade de espaço criativo no filme, mesmo tendo sido contratado depois da finalização de quase toda a filmagem principal. Por exemplo, a sequência da caminhada espacial de Spock foi radicalmente alterada a partir da versão original de Abel. O plano inicial era ter Kirk seguindo Spock na roupa espacial e sendo atacados por enormes organismos monitoradores. Spock salvaria o capitão e os dois continuariam a prosseguir pelo interior de V'Ger. Wise, Kline e Abel não conseguiram concordar sobre como a sequência seria filmada, e o resultado foi um efeito malfeito  e deselegante que convenceu Trumbull que ele atrapalhava o enredo e custaria milhões para ser consertado. Ao invés disso, ele recomendou que a sequência fosse totalmente descartada em favor de outra sem a presença de Kirk e que seria muito mais simples e fácil de filmar; o artista Robert McCall, famoso por ter desenhado os pôsteres de 2001: A Space Odyssey, criou artes conceituais para que Trumbull pudesse visualizar as novas cenas e produzir a sequência que eventualmente ficou no filme.

### Música

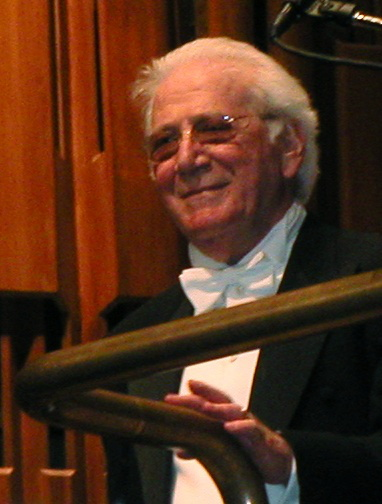
Jerry Goldsmith compôs a trilha sonora de The Motion Picture, iniciando sua duradoura associação com Star Trek.

A música de The Motion Picture foi composta por Jerry Goldsmith, que mais tarde voltaria para trabalhar na franquia Star Trek compondo as trilhas sonoras dos filmes The Final Frontier, First Contact, Insurrection e Nemesis, além também dos temas principais das séries The Next Generation (um arranjo simplificado de seu tema para The Motion Picture junto com uma porção do tema original composto por Alexander Courage) e Voyager. Roddenberry originalmente queria que Goldsmith fizesse a trilha de "The Cage", o primeiro episódio piloto da série original, porém o compositor estava indisponível na época. Logo depois de Wise ter assinado para dirigir o filme, a Paramount lhe perguntou se ele tinha alguma objeção sobre usar Godsmith. O diretor já tinha trabalhado com o compositor no filme The Sand Pebbles e exclamou: "Claro que não! Ele é ótimo!". Wise posteriormente afirmaria que considerava seu trabalho com Goldsmith em The Motion Picture como uma das melhores relações que os dois já tiveram.
Goldsmith foi influenciado pelo tipo de música romântica e marcante de Star Wars. O compositor comentou, "Quando você pára e pensa a respeito, espaço é um pensamento bem romântico. É para mim como o Velho Oeste, estamos lá no universo. É sobre descoberta e novas vidas [...] É realmente a premissa básica de Star Trek". Seu tema bombástico inicial fez Ramsay e Wise lembrarem de navios a vela. O diretor foi incapaz de articular o que exatamente achava que estava errado e recomendou que o compositor reescrevesse uma peça totalmente diferente. Goldsmith ficou frustrado pela recepção, mas aceitou retrabalhar suas ideias. A reescrita do tema forçou mudanças em várias sequências que ele já tinha trabalhado sem escrever um tema principal. A aproximação de Kirk e Scott da doca seca da Enterprise por meio de uma nave auxiliar durava enormes cinco minutos porque os efeitos estavam chegando tarde e sem serem editados, fazendo com que Goldsmith mantivesse o interesse do público com uma faixa revisada e desenvolvida. The Motion Picture foi o único filme de Star Trek e possuir uma música de abertura verdadeira, usando "Ilia's Theme" para essa função, mais proeminentemente ainda no DVD da edição do diretor. The Motion Picture e The Black Hole foram os últimos filmes a usar uma abertura desde o final de 1979 até 2000 com Danser i Mørket.
Boa parte dos equipamentos usados na criação dos complicados efeitos da trilha eram na época extremamente avançados. Dentre essas peças estava o ADS 11, criado pela fabricante de sintetizadores Con Brio, Inc. em Pasadena, Califórnia. O filme serviu de grande publicidade e foi usado para promover o sintetizador. A trilha sonora de The Motion Picture também serviu de estreia para o Blaster Beam, um instrumento eletrônico de até 4,6 metros de comprimento. Ele foi criado pelo músico Craig Huxley, que anteriormente tinha aparecido em pequenos papéis nos episódios "Operation: Annihilate!" e "And the Children Shall Lead" da série original. O Blaster Beam tinha fios de aço conectados a amplificadores embutidos na peça de alumínio principal; o equipamento era tocado com um cartucho de artilharia. Goldsmith o ouviu e imediatamente decidiu usá-lo nas faixas de V'Ger. Vários sintetizadores moderníssimos foram usados como instrumentos musicais, principalmente o Yamaha CS-80, o ARP 2600, o Oberheim OB-X e o Serge. Um enorme órgão toca o tema de V'Ger durante a aproximação da Enterprise, uma indicação literal do poder da máquina.
Goldsmith compôs a trilha de The Motion Picture ao longo de um período de três a quatro meses, um cronograma relativamente relaxado quando comparado a outros filmes, porém pressões de tempo fizeram com que o compositor chamasse colegas para ajudá-lo nos trabalhos. Alexander Courage, compositor do tema de Star Trek original da série, fez rearranjos de sua composição para acompanhas os diários de Kirk no filme, enquanto outro veterano da série Fred Steiner escreveu onze faixas adicionais, mais notavelmente a música que acompanha a Enterprise entrando em velocidade de dobra e seu primeiro encontro com V'Ger. A pressa para terminar o filme também impacto a trilha. A última seção de gravação terminou às 2h00min da madrugada do dia 1 de dezembro, apenas cinco dias antes da estreia.
Um álbum contendo a música original foi lançado pela Columbia Records em 1979 junto com a estreia do filme, tornando-se uma das trilhas mais vendidas da carreira de Goldsmith. A Legacy Recordings da Sony Music Entertainment lançou uma edição expandida de dois CDs em novembro de 1998. Este álbum continha 21 minutos a mais de música além das faixas do lançamento original, sendo colocadas na ordem em que aparecem no filme. O primeiro disco contém o máximo de música possível de ser colocada em um CD de 78 minutos, enquanto o segundo disco é ocupado pelo documentário em áudio "Inside Star Trek" da década de 1970. A trilha foi relançada mais uma vez em 2012 desta vez pela La-La Land Records em associação com a Sony Music. A edição de três discos contém pela primeira vez a trilha original completa mais faixas alternativas e não utilizadas, além de uma remasterização do álbum de 1979.
A música de Star Trek: The Motion Picture rendeu a Goldsmith indicações aos prêmios Oscar, Globo de Ouro e Saturno. Ela é frequentemente considerada como uma das melhores e mais impressionantes trilhas sonoras feitas pelo compositor.

### Efeitos sonoros
O sonoplasta Frank Serafine, fã de longa data de Star Trek, foi convidado para criar os efeitos sonoros do filme. Ele teve acesso a equipamentos de áudio de última geração e viu o longa-metragem como uma oportunidade de modernizar com tecnologia digital as datadas técnicas de som do cinema. Boa parte dos diálogos e sons ambientes captados durante as filmagens eram inutilizáveis por causa de barulhos como o da câmera; era o trabalho de Serafine criar ou recriar sons para serem mixados de volta nas cenas.
Todos os elementos de som como falas dubladas ou sons de fundo foram classificados em três divisões: Efeitos A, Efeitos B e Efeitos C. Os Efeitos A eram sons sintetizados ou acústicos que eram de importância integral para o filme, por exemplo o som das armas de V'Ger (parcialmente feitos com o Blaster Beam) ou o elo mental de Spock, além de teletransportes, explosões e o som do efeito de dobra. Efeitos B consistiam em sons menores como cliques de interruptores, sinais sonoros ou badaladas. Efeitos C eram sons subliminais para estabelecer uma atmosfera, como por exemplo barulhos de multidão e ambiente. Todos os elementos eram mixados como "pré-passagens" a fim de acelerar sua integração na mixagem de som final.
Vários artistas de sintetizadores enviaram suas fitas demo para a Paramount quando The Motion Picture foi anunciado. Ramsay e Wise foram consultados e ficou decidido que o filme teria um estilo de áudio único; eles estavam particularmente preocupados em evitar sons que haviam se tornado difundidos e clichés por causa de repetidos usos em outros filmes de ficção científica. Eventos como a ativação da tela visualizadora da ponte da Enterprise foram mantidos silenciosos para criar uma atmosfera mais confortável. Em contraste, quase toda ação dentro da ponte klingon fazia barulho a fim de refletir a estética severa dos alienígenas. Enquanto boa parte dos efeitos foram criados usando sintetizadores digitais, gravações acústicas também foram usadas. Os sons do buraco de minhoca foram criados ao reverter e diminuir a velocidade de um antigo filme da Paramount de uma briga de cowboys, enquanto o som da aceleração de dobra foi construído com uma batida de címbalo desacelerada. A equipe encontrou dificuldades ao transferir as fitas de 64 centímetros usadas na criação dos sons para a película de 35 mm empregada na cópia final; apesar do filme ter sido lançado com som Dolby, Serafine achou mais fácil mixar sem pensar no formato e só depois alterá-lo durante a transferência para o 35 mm.

## Temas
De acordo com o autor Duncan Barrett, Roddenberry tinha uma visão incontestavelmente negativa sobre religião que foi refletida nos episódios da série de televisão Star Trek; por exemplo no episódio "Who Mourns for Adonais?", o deus grego Apolo é revelado como uma fraude, um alienígena ao invés do ser divino do passado terrestre. Em comparação, os acadêmicos religiosos Ross Kraemer, William Cassidy e Susan L. Schwartz dizem que Roddenberry "bateu pesado" em relação à religião e que ela não estava ausente na série de televisão, porém bem escondida. Barrett sugere que essa atitude de não debater religião mudou com os filmes da franquia.
Pouco tempo era passado discutindo o destino dos mortos durante a série original. Entretanto, em The Motion Picture o personagem de Decker é aparentemente morto ao se fundir com V'Ger, porém Kirk se pergunta se a tripulação da Enterprise não acabou de presenciar o nascimento de uma nova forma de vida. Decker e Ilia são listados como "desaparecidos em serviço" ao invés de mortos, com as luzes e feitos criados como resultado da união sendo descritos como "quase místicos" e "pseudo-religiosos". A discussão sobre o nascimento é colocada de maneira respeitosa. De acordo com Robert Asa, enquanto V'Ger é uma máquina quase onipotente, The Motion Picture e seu sucessor Star Trek V: The Final Frontier "implicitamente protesta[m] contra o teísmo clássico".

## Lançamento
A editora Pocket Books lançou uma romantização do filme escrita por Roddenberry para coincidir com a estreia. Este foi o único romance de Star Trek que Roddenberry escreveu, com o livro adicionando histórias passadas e elementos que não aparecem no longa; por exemplo, a romantização menciona que Willard Decker é o filho do comodoro Matt Decker do episódio da série original "The Doomsday Machine" – um elemento de enredo pertencente a Phase II. O romance também tem uma cena de abertura diferente para apresentar V'Ger e Kirk, concentra-se em partes das lutas de Kirk com sua confiança ao assumir novamente o comando da Enterprise e expande o relacionamento entre Decker e Ilia. No livro, V'Ger é escrito como "Vejur" desde sua primeira menção até o momento que Kirk lê as letras V-G-E-R na placa original da sonda Voyager 6. Além do romance, outros materiais impressos incluíam um livro de colorir, plantas das naves e uma adaptação em quadrinhos publicada pela Marvel Comics como Marvel Comics Super Special #15.[carece de fontes?] Brinquedos incluíam bonecos, miniaturas das naves e uma variedade de relógios, réplicas de feisers e comunicadores. O McDonald's vendeu McLanche Felizes temáticos de Star Trek. A divulgação era parte de uma abordagem coordenada por parte da Paramount e sua dona o conglomerado Gulf+Western para criar uma linha de produtos sustentável de Star Trek.
The Motion Picture nunca foi exibido para públicos teste por causa da pressa para finalizá-lo em tempo, algo que Wise posteriormente se arrependeu. O diretor levou ele mesmo o filme para a estreia, que foi realizada no Teatro K-B MacArthur em Washington, D.C.. Roddenberry, Wise e o elenco principal compareceram ao evento, que também serviu como convite beneficente para o fundo de educação jovem e acadêmico do Clube Nacional Espacial. Apesar de milhares de fãs terem sido esperados, a chuva reduziu esse número para apenas trezentos. A estreia foi seguida por uma recepção de gala no Museu Nacional do Ar e Espaço. Mais de quinhentas pessoas compareceram, principalmente elenco e equipe, membros da comunidade espacial e alguns fãs que podia pagar os cem dólares da entrada. O filme foi a primeira grande adaptação de uma série de televisão que já estava fora do ar há quase uma década a manter seu elenco original.

### Bilheteria
The Motion Picture foi lançado na América do Norte no dia 7 de dezembro de 1979 em 859 cinemas e estabeleceu um novo recorde de maior bilheteria para um fim de semana de estreia, fazendo 11.815.203 de dólares apesar do início de dezembro ser considerado na época como ruim para o cinema. O filme superou o recorde estabelecido no ano anterior por Superman, mesmo com este tendo sido lançado em um número similar de salas porém mais ao final do mês, época mais movimentada. Em seu pico de exibição dentro dos Estados Unidos, o filme estava sendo exibido em 1002 salas; ele arrecadou 82.258.456 dólares domesticamente, tornando-se o quinto maior filme em arrecadação do ano. No total, ele arrecadou 139 milhões de dólares mundialmente. The Motion Picture foi indicado a três Oscars nas categorias de Melhor Trilha Sonora Original (Jerry Goldsmith), Melhor Direção de Arte (Harold Michelson, Joseph R. Jennings, Leon Harris, John Vallone and Linda DeScenna) e Melhores Efeitos Visuais Especiais (Douglas Trumbull, John Dykstra, Richard Yuricich, Robert Swarthe, David K. Stewart e Grant McCune).
O filme vendeu mais ingressos nos Estados Unidos do que qualquer outro longa da franquia até Star Trek de 2009, permanecendo como o filme de maior bilheteria da série com a inflação ajustada, porém a Paramount considerou a arrecadação como decepcionante quando comparada com as expectativas e divulgação. David Gerrold estimou antes do lançamento que The Motion Picture precisaria arrecadar entre o dobro e o triplo de seu orçamento para ser rentável. O estúdio acabou culpando Roddenberry pelas constantes reescritas do roteiro e direção criativa que acabaram gerando o ritmo lento e a bilheteria desapontadora. Apesar da performance ter convencido a Paramount a encomendar uma sequência mais barata, Roddenberry foi forçado a abrir mão do controle criativo. Harve Bennett e Nicholas Meyer seriam contratados para respectivamente produzir e dirigir Star Trek II: The Wrath of Khan de 1982, que recebeu críticas bem mais favoráveis e continuou a franquia. Com o exemplo do renascimento da marca Star Trek no cinema, Hollywood cada vez mais utilizou séries de televisão da década de 1960 como fonte de material.

### Crítica
The Motion Picture foi recebido de forma mista pela crítica; uma retrospectiva da BBC em 2001 descreveu o filme como um fracasso de crítica. Gary Arnold e Judith Martin do jornal The Washington Post acharam que o enredo era muito fraco para asuportar a duração do filme, apesar da segunda ter achado que a pretensão de The Motion Picture era "ligeiramente mais inteligente" quando comparada a outros filmes de ficção científica como 2001: A Space Odyssey, Star Wars e Alien. Harold Livingston (sem relação com o roteirista) escreveu que o longa consistia em nave espaciais que "demoram uma quantidade inconcebível de tempo para chegarem em algum lugar, e nada de dramático ou de interesse humano acontece no caminho". Ele também lamentou a falta de antagonistas "audaciosamente caracterizados" e as cenas de batalha que fizeram Star Wars divertido; ao invés disso, os espectadores foram apresentados a muita conversa, "muitas das quais no impenetrável jargão espacial". David Denby afirmou que o lento movimento das espaçonaves "não é mais surpreendente e elegante" depois de filmes como 2001: A Space Odyssey e que grande parte da ação consistia na tripulação reagindo a coisas acontecendo na tela visualizadora, algo que ele achou "como assistir outra pessoa assistindo televisão". Por outro lado a revista Variety chamou o filme de "um suspense de procura e destruição que inclui todos os ingredientes que os fãs do programa de TV gostam: o dilema filosófico embrulhado em um cenário de controle da mente, problemas com a nave espacial, o confiante e compreensivo Kirk, o sempre lógico Spock e uma abordagem cheia de suspense com uma virada no final".
Os personagens e as atuações também receberam comentários mistos. Stephen Godfrey do The Globe and Mail avaliou muito bem as interpretações: "o tempo cimentou o visual de inescrutabilidade de Leonard Nimoy como Sr. Spock [...] DeForest Kelley como dr. McCoy está mal-humorado como nunca, e James Doohan como Scotty continua esbravejando sobre seus problemas de engenharia. Em um nível básico, suas conversas são de uma variedade ímpar de homens de meia-idade rabugentos discutindo sobre a política do escritório. Eles são um alívio das estrelas, e um deleite". A única preocupação de Godfrey era de que a reunião do antigo elenco ameaçou fazer os espectadores casuais que nunca viram Star Trek se sentirem como convidados indesejados. Martin considerou que os personagens eram mais simpáticos do que aqueles em outros filmes de ficção científica semelhantes. Ao contrário, Arnold achou que as atuações do elenco principal foram ruins, principalmente Shatner: "[ele] interpreta Kirk tal como um velho imbecil arrogante que alguém pode desejar que tivesse sido deixado atrás de uma mesa [...] Shatner talvez tenha o físico de cinema menos imponente desde Rod Steiger, e seu estilo de atuação começou a lembrar o pior de Richard Burton". Vincent Canby do The New York Times escreveu que os atores não tinham muito o que fazer em um filme dependente dos efeitos, "limitando-se a conversas de olhares significativos ou encarar fixamente monitores de televisão, normalmente em descrença". Stephen Collins e Persis Khambatta receberam críticas mais positivas. Gene Siskel achou que The Motion Picture "[vacilou] em direção a ser uma chatice" sempre que Khambatta não estava em cena, enquanto Jack Kroll da revista Newsweek sentiu que ela foi a parte mais memorável do filme. Godfrey escreveu que "[Khambatta] é simpática o bastante para criar esperanças de que ela terá a chance de mostrar menos carne e mais cabelo em filmes futuros".
Muitos críticos acharam que os efeitos visuais ofuscaram outros elementos do filme. Canby afirmou que o longa "deve mais a [Trumbull, Dysktra e Michelson] do que deve ao diretor, os roteiristas e até mesmo o produtor". Livingston achou que o trabalho de Trumbull e Dykstra não era tão impressionante quanto em Star Wars e Close Encounters of the Third Kind devido a quantidade limitada de tempo para sua produção. Godfrey chamou os efeitos de "incríveis", porém reconheceu que eles ameaçaram sobrepujar a história a partir do segundo ato. Kroll, Martin e Arnold concordaram que os efeitos não eram capazes de carregar o filme ou compensar suas outras deficiências; Arnold escreveu que "Não estou certo de que Trumbull & Cia. foram bem sucedidos em abrir as castanhas filosóficas de Roddenberry e seus co-roteiristas".
James Berardinelli avaliou o filme em 1996 e achou que o ritmo arrastava-se e que o enredo era muito semelhante ao episódio da série original "The Changeling", porém considerou que o começo e final da história eram fortes. Terry Lee Rioux, o biógrafo oficial de DeForest Kelley, escreveu que The Motion Picture provou "que eram as histórias movidas pelos personagens que faziam toda a diferença em Star Trek".

### Home video
A Paramount Home Entertainment lançou em 1981 o filme em sua versão de cinema nos formatos VHS, Betamax, LaserDisc e CED. Uma versão estendida foi lançada em VHS em 1983 e exibida na televisão pela ABC. Ela adicionava doze minutos à duração total do filme. As cenas adicionadas estavam em sua maior parte inacabadas, tendo sido juntadas para a exibição na televisão; Wise não queria essas imagens incluídas no corte final do longa.
David C. Fein e Michael Matessino, dois membros da companhia de produção de Wise, abordaram o diretor e a Paramount e os persuadiram a criar uma edição revisada de The Motion Picture em vídeo; o estúdio acabou lançando em 2001 a "Edição do Diretor" em VHS e DVD. Wise sempre considerou a versão original do filme como um "corte bruto", recebendo a oportunidade para reeditá-lo a fim de ser mais consistente com sua visão inicial. A equipe de produção usou o roteiro original, sequências de storyboard que sobreviveram ao tempo, memorandos e as lembranças do diretor. Além de reduções em algumas sequências, noventa imagens redesenhadas e criadas por computação gráfica foram adicionadas. Cuidados foram tomados para que os efeitos se integrassem perfeitamente com as imagens antigas. A nova edição possui 136 minutos de duração, por volta de quatro minutos a mais que a original. As cenas deletadas que apareceram na versão estendida de 1983 foram incluídas entre os conteúdos bônus.
A Edição do Diretor recebeu críticas melhores do que o lançamento original. Mark Bourne afirmou que o novo corte mostrou "uma versão mais viva e atrativa do filme" que era "tão boa quanto poderia ter sido em 1979. Talvez até melhor". Algumas reclamações giravam em torno da mudança de formato de tela do original 2.40:1 Panavision para 2.17:1. Jeremy Conrad da IGN achou que o filme talvez ainda pudesse ser considerado como muito lento apesar das alterações.
O corte original de cinema foi relançado em 2009 no formato Blu-ray para coincidir com o lançamento do novo filme Star Trek, também sendo colocado junto com os outros cinco filmes com o elenco da série original na Star Trek: Original Motion Picture Collection. Essa mesma versão foi posteriormente incluída na Star Trek: Stardate Collection, que reunia todos os primeiros dez filmes da franquia.